# Taxi

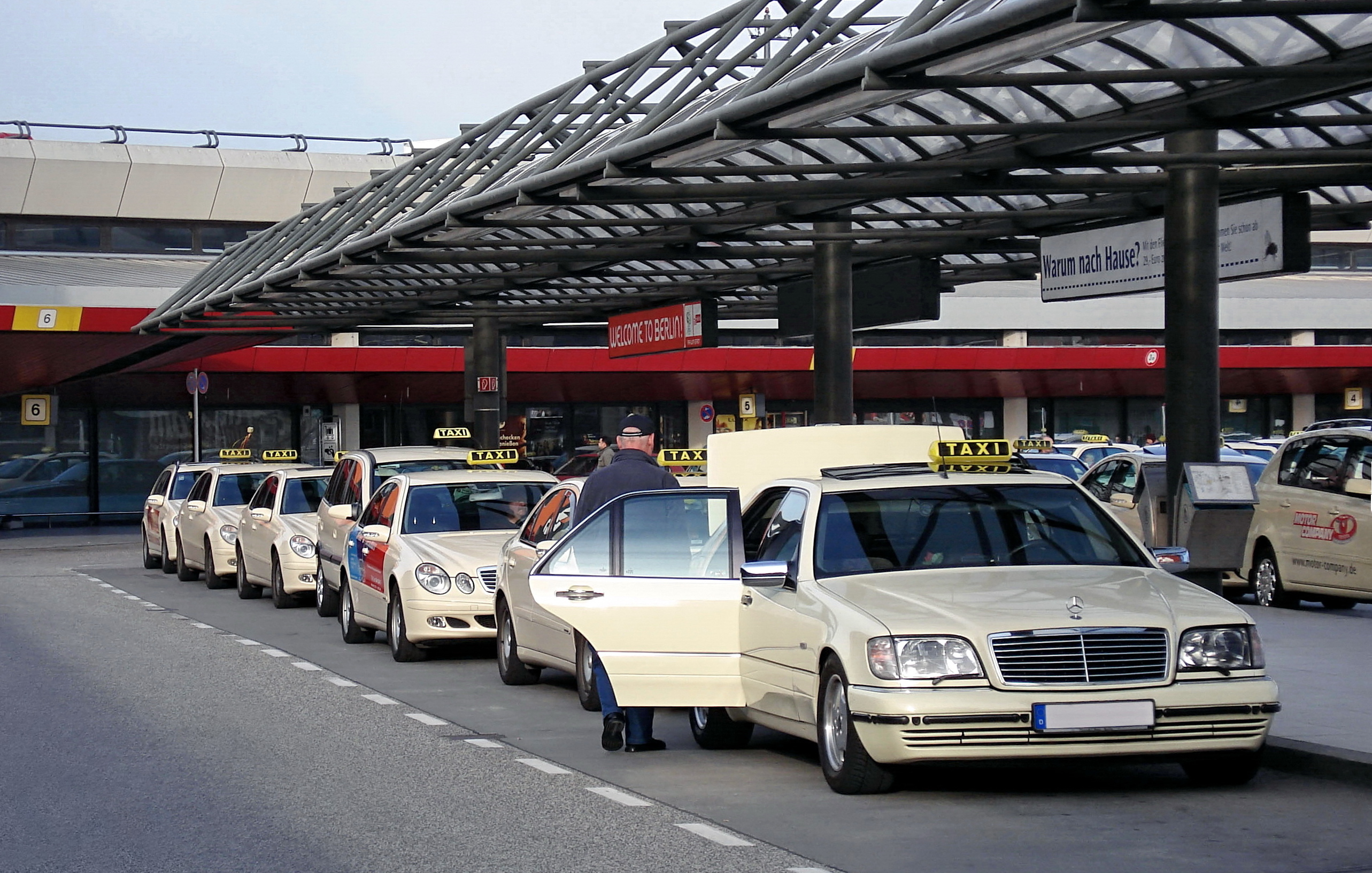
Berliner Taxis am Flughafen Tegel

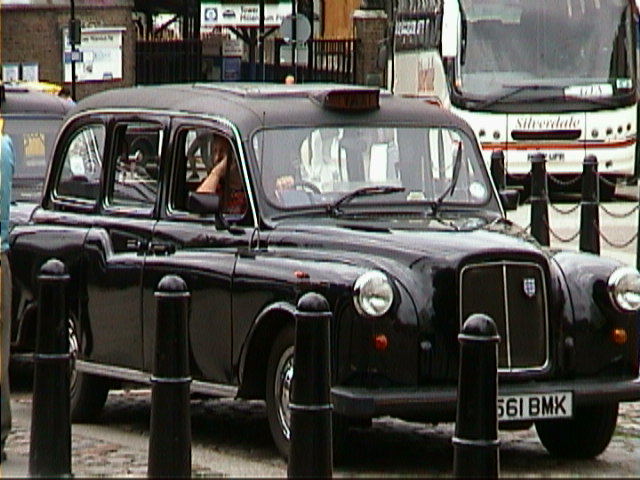
Traditionelles Londoner Black Cab (hier: LTI Fairway)

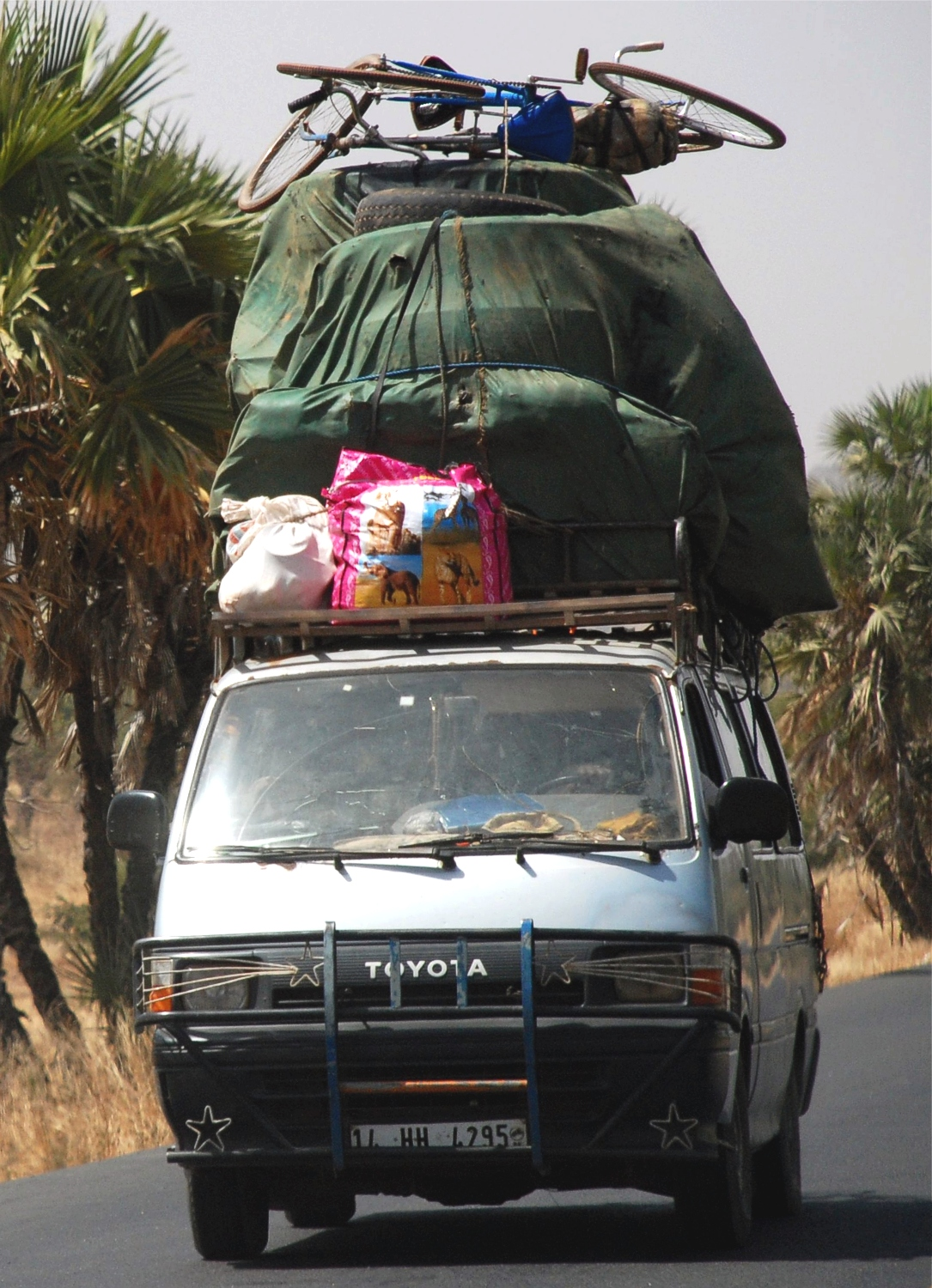
Buschtaxi in Burkina Faso

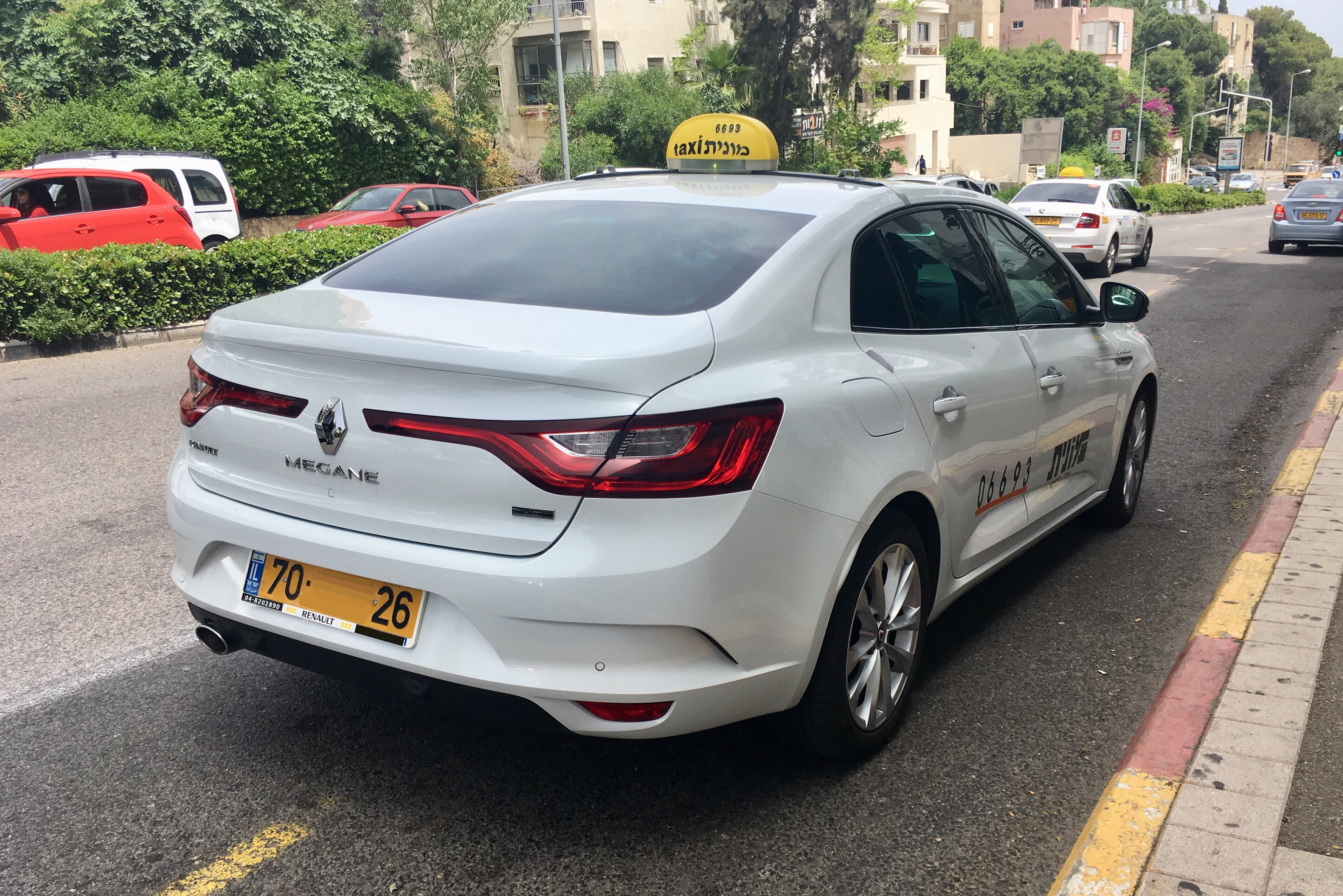
Taxi in Haifa, Israel

Ein Taxi ist im Transportwesen ein Transportmittel zur gelegentlichen Personenbeförderung, dessen Fahrer den Fahrgast gegen Bezahlung direkt zum gewünschten Zielort befördert (Gelegenheitsverkehr). Taxis (gelegentlich auch Taxen genannt) gibt es weltweit, die geltenden Bestimmungen sind sehr unterschiedlich. In aller Regel benötigen die Fahrer eine Lizenz, in Deutschland beispielsweise den Personenbeförderungsschein. Die Bezahlung erfolgt je nach nationalen Bestimmungen nach Absprache, aufgrund von Taxitarifen und meist nach Taxameter.

## Etymologie
Das Wort Taxi stammt von dem in der Droschke zur Preisbestimmung genutzten Taxameter (lateinisch taxare, „schätzen“ und griechisch metrón, Maß, etwa Gebührenmesser, auch Fahrpreisanzeiger, gelegentlich als Taxi-Uhr bezeichnet).
Die Kurzbezeichnung für dieses Messgerät ging in der ersten Hälfte des 20. Jahrhunderts auf die Droschke/Kraftdroschke selbst über. Zunächst wurde in Deutschland der Begriff Taxe verwendet, später wurde die internationale Bezeichnung Taxi übernommen.
Der korrekte Plural von Taxi ist Taxis. Das Wort Taxen bildet zum Einen den Plural von Taxe (amtlich festgesetzter Preis), wie zum Beispiel bei der Kurtaxe oder der alten Bezeichnung Taxe für ein Taxi. So findet sich vereinzelt an Taxiständen mit alter Beschilderung noch ein Zusatz wie z. B. „3 Taxen“.

## Allgemeines
In vielen Ländern gehören Taxis zum öffentlichen Personennahverkehr. Taxiunternehmen sind Verkehrsunternehmen, die auf dem Verkehrsmarkt Verkehrsleistungen in Form des Personentransports – meist im Nahverkehr – gegen Entgelt anbieten. Sie können per Anruf, Mobile App oder Internet bestellt werden, an Taxiständen ausgewählt oder durch Heranwinken in Anspruch genommen werden.
Lizenzen, Taxameter und Taxitarife gibt es meist in Industriestaaten, während in Entwicklungs- und Schwellenländern noch häufig frei vereinbarte Preise gelten und eine Lizenz oft nicht erforderlich ist.
Taxis sind meist Limousinen oder Kombis (Autotaxi). Taxis mit mehr als fünf Sitzplätzen werden auch Großraumtaxi (seltener Taxibus) genannt.

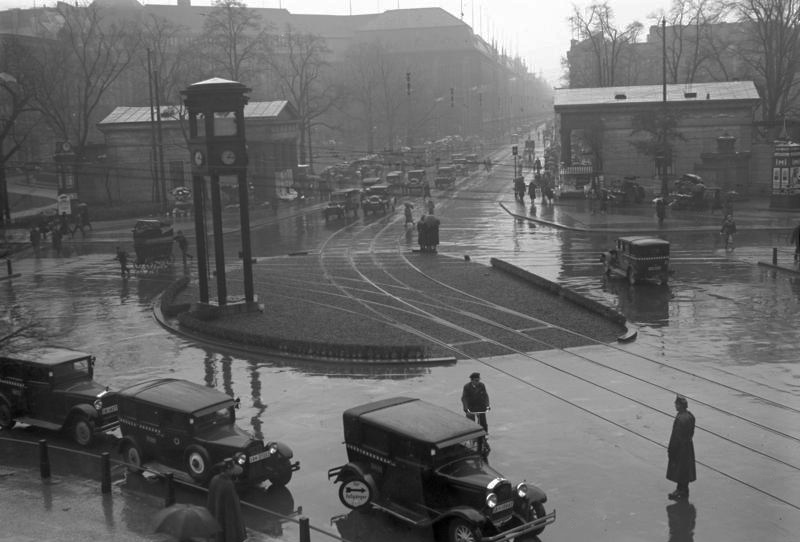
Potsdamer Platz in Berlin, 1932: Alle vier Pkw im vorderen Bildteil sind an den gewürfelten Streifen unter den Fenstern als Taxis zu erkennen

## Geschichte des Taxis

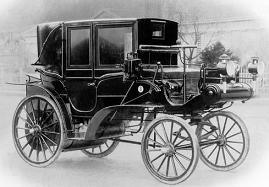
1897 Daimler Victoria war das erste mit Benzin betriebene Taxi

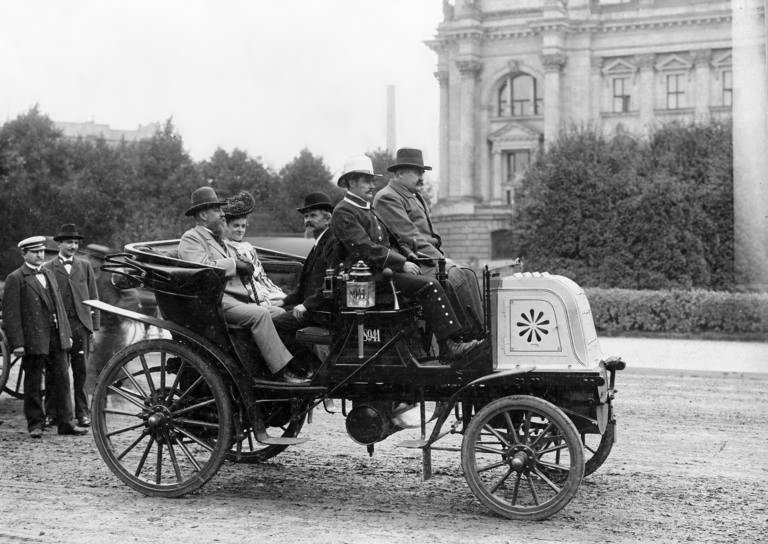
Die erste Berliner Kraftdroschke, 1899

Die weltweite Geschichte des Taxis beginnt mit den sogenannten Portechaisen, Transportsesseln, die als Sänften von Menschen oder Tieren an Stangen getragen wurden. Diese frühe Transportart war nur einer reichen Oberschicht vorbehalten und zunehmend auch Reisenden, die sich das leisten konnten. Seit dem 17. Jahrhundert standen sie in Europa als kommerziell betriebene Unternehmen jedermann zur Verfügung. Ihnen folgten mit der Entwicklung der Infrastruktur des Straßenwesens und der Verkehrsmittel Taxis, die durch Muskelkraft von Mensch oder Zugtieren betrieben wurden, wie die Rikschas in den asiatischen Ländern und die Fiaker und Pferdedroschken in den westlichen Ländern. Veraltete Bezeichnungen für Taxis umfassen neben Begriffen wie „Kraftdroschke“ auch die Bezeichnung „Lohnauto“.
Mit Einsetzen der Motorisierung übernahmen Kraftfahrzeuge deren Dienst. Zudem erweiterte sich das Angebot des privaten Personentransports auf die Wasserwege in Form von Wassertaxis und auf die Luftwege in Form von Lufttaxis.

## Arten von Taxis
Da das Wort Taxi außerhalb des behördlich geregelten Bereiches der Personenbeförderung (ÖPNV) nicht geschützt ist, benutzen es Dienstleister oftmals als werbeträchtige Bezeichnung für ihre Transportdienste, wie Pizzataxis, Videotaxis, Lastentaxis, Möbeltaxis, Kondomtaxis, Bluttaxis (Blutkonserven) oder Blumentaxis.
Aus dem Umkreis der Verkehrserziehung hervorgegangen, hat sich als bildlicher Ausdruck für den Fahrzeugtransport der Kinder durch die eigenen Eltern in Medien, Umgangssprache und Fachsprache der Begriff Elterntaxi etabliert. Auch der Begriff Mama-Taxi wird verwendet.
- Ein Funktaxi ist ein Taxi, das telefonisch, per Internet oder auf anderen Kommunikationswegen vom Kunden bei einer Funkleitstelle oder einer Taxivermittlung bestellt werden kann und das von dieser per Funk zum Startpunkt der Taxifahrt beordert wird. In vielen Städten erfolgt dies nicht mehr per Sprach-, sondern per Datenfunk, wobei die zur Fahrtenvermittlung erforderlichen Informationen auf ein Display im Fahrzeug übertragen werden.

- Taxi per Smartphone-App: (Smartphones) können mit GPS-gestützten Taxi-Apps und wenigen Tasteneingaben ein Taxi anfordern, ohne Namen und Adresse mündlich übermitteln zu müssen. Anbieter, die keine andere Bestellmöglichkeit – beispielsweise per Callcenter – mehr anbieten, stehen in Konkurrenz zu Funkzentralen mit herkömmlichem Taxifunk.[7] Sie können länderübergreifend bzw. europaweit tätig sein.[8] Auch Bestellungen über Messengerdienste wie WhatsApp, die ebenfalls Standortdaten übermitteln können, sind möglich.

- Sammeltaxi

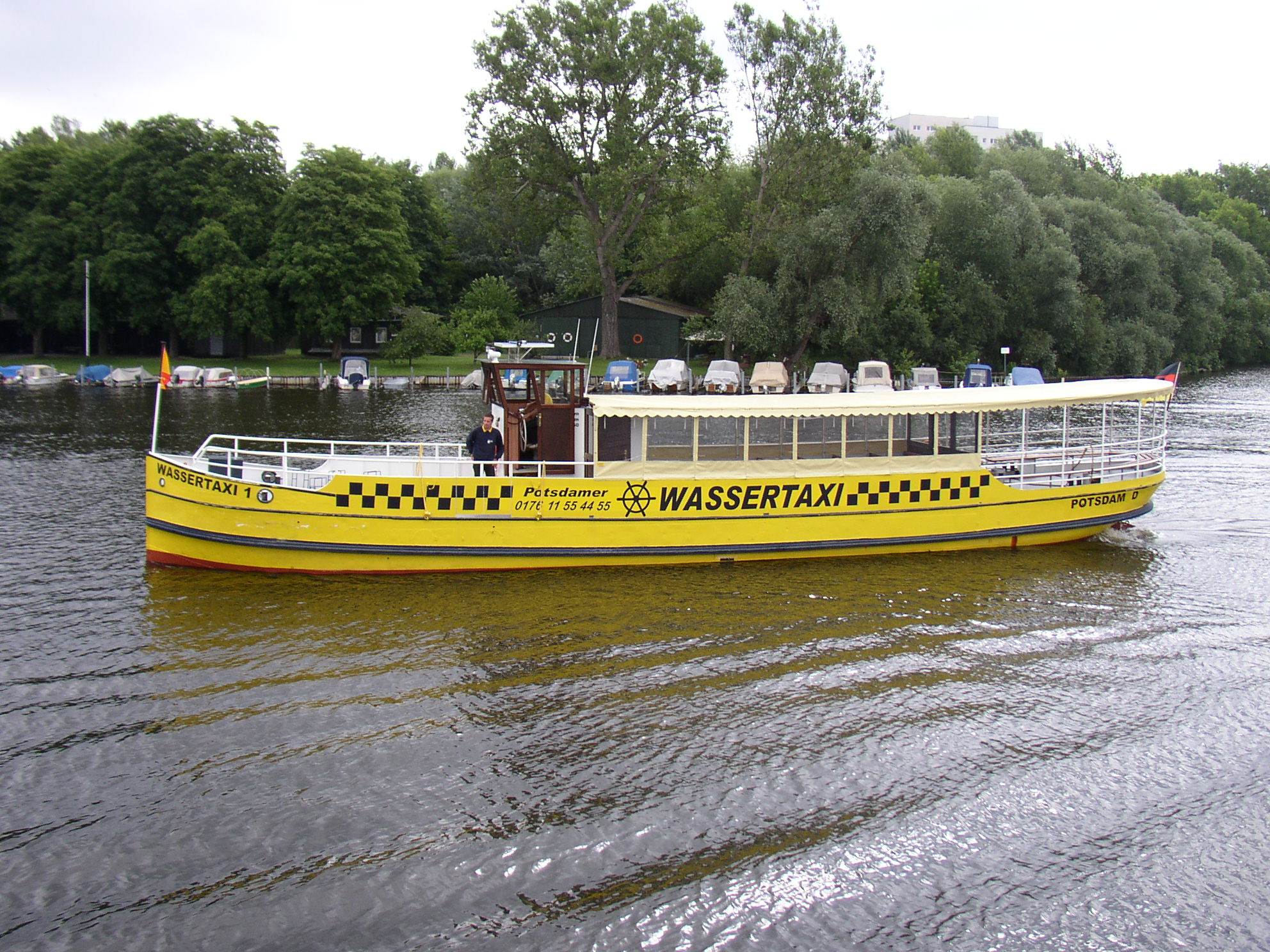
Wassertaxi in Potsdam

- Anruf-Sammeltaxi: Ein Anruf-Sammel-Taxi (AST) dient dazu, möglichst viele Fahrgäste von einem Aufnahmepunkt wirtschaftlich zu befördern und die lokalen Verkehrsbetriebe zu unterstützen. Das Anruf-Sammel-Taxi fährt nur, wenn regulärer Linienverkehr nicht wirtschaftlich ist. Üblicherweise muss ein Anruf-Sammel-Taxi, das die Fahrgäste an einem Haltepunkt des ÖPNV aufnimmt, etwa 30 Minuten (abhängig von der Region) vor dem gewünschten Fahrtantritt telefonisch bestellt werden.

- Ein Frauentaxi ist ein Taxi, das es in vielen deutschen Städten gibt und das Frauen, vorzugsweise in der Dunkelheit, sicher nach Hause bringen soll.

- Der Begriff Kindertaxi wird verschieden verwendet. Einerseits bezeichnet es Taxiwagen, die mindestens einen Kindersitz mitführen. Andererseits wird der Begriff auch für eine altersgemäß betreute Beförderung von Kindern verwendet, beispielsweise für den Hin- und Rücktransport zur Kindertagesbetreuung. Eine spezielle Form des Kindertaxis sind die teilweise Storchentaxi genannten Taxis, die mit einer Babyschale für Neugeborene (z. B. für die Fahrt von der Geburtsstation nach Hause) oder Säuglinge ausgerüstet sind.

- Ein Wassertaxi ist ein Wasserfahrzeug, das als Taxi dem öffentlichen Personennahverkehr in Städten mit Wasserwegen, Kanälen und Flüssen dient.

- Dementsprechend ist ein Lufttaxi ein Flugzeug oder ein Helikopter, das bzw. der Passagiere, zum Teil gegen festes Entgelt, in oft entlegene Gebiete befördert. Besonders als Zubringer zu Inseln werden Flugzeuge oder Wasserflugzeuge eingesetzt (z. B. Maldivian Air Taxi).

- Schienentaxis fahren auf Schienen, wie z. B. die kambodschanischen Norries, bzw. schienengeführt (siehe Personal Rapid Transit und RailCab).

- Im Falle von Fahrradtaxis, auch Fahrrad-Rikschas genannt, werden Passagiere über vergleichsweise kurze Distanzen mit Hilfe der Muskelkraft ihres Chauffeurs befördert.

- Motortaxis sind in vielen Länder oft als Autorikscha im Einsatz. Motorradtaxis gibt es unter anderem in Südostasien, Afrika und in der Dominikanischen Republik; meist handelt es sich um Leichtkrafträder.

Neben dem auch noch bekannten Schüler-/Jugend-/Kindertaxi gibt es noch zahlreiche andere (werbewirksame) Sonderformen, wie das Großraumtaxi (bis zu acht Personen), das Schwulentaxi (Tuxi, als Werbeaktion für Safer Sex während der Karnevalstage in Köln), Oldtimertaxis, oder sogenannte Flughafen- oder Airport-Taxi (z. B. auch mit Festpreisen, jedoch in seiner Gesamtheit ein inhaltsleerer Werbebegriff, weil jedes Taxi den Flughafen anfahren darf).

## Mietwagen
(Funk-)Mietwagen mit Fahrer (oft auch als Minicar bekannt) sind keine Taxis. Neben anderen Unterscheidungsmerkmalen verfügen sie über keinen Taxameter, sondern über einen Wegstreckenzähler, an dem man während der Fahrt nur die zurückgelegte Strecke aber nicht den aktuellen Fahrpreis ablesen kann. Im Gegensatz zu Taxis dürfen sich Mietwagen nicht auf Halteplätzen bereithalten oder winkende und damit einen Beförderungswunsch signalisierende Menschen aufnehmen.

## Elektrifizierung von Taxis

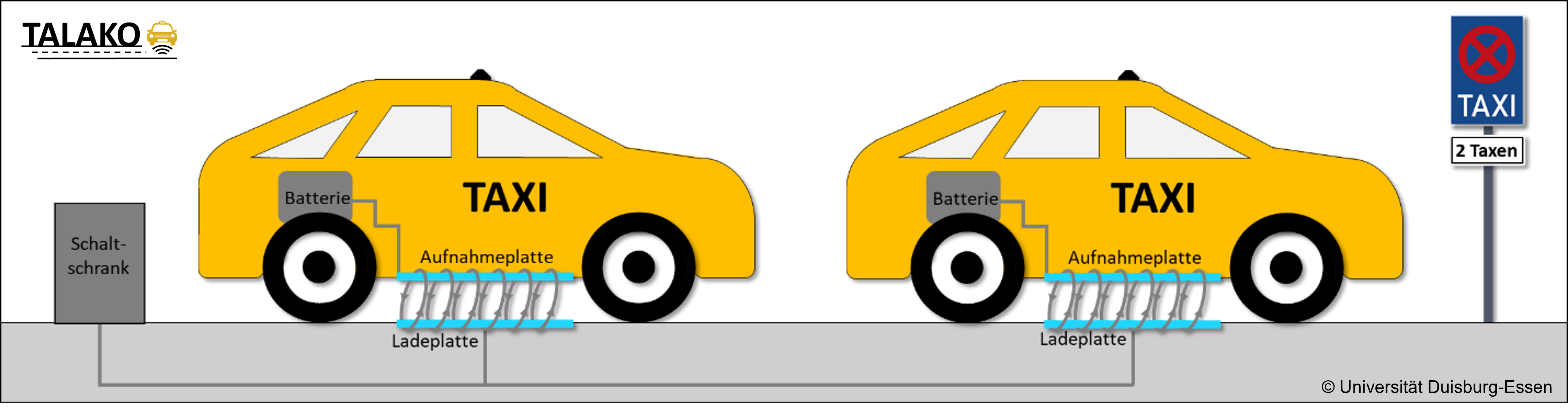
Taxiladekonzept für Elektrotaxis im öffentlichen Raum (TALAKO)

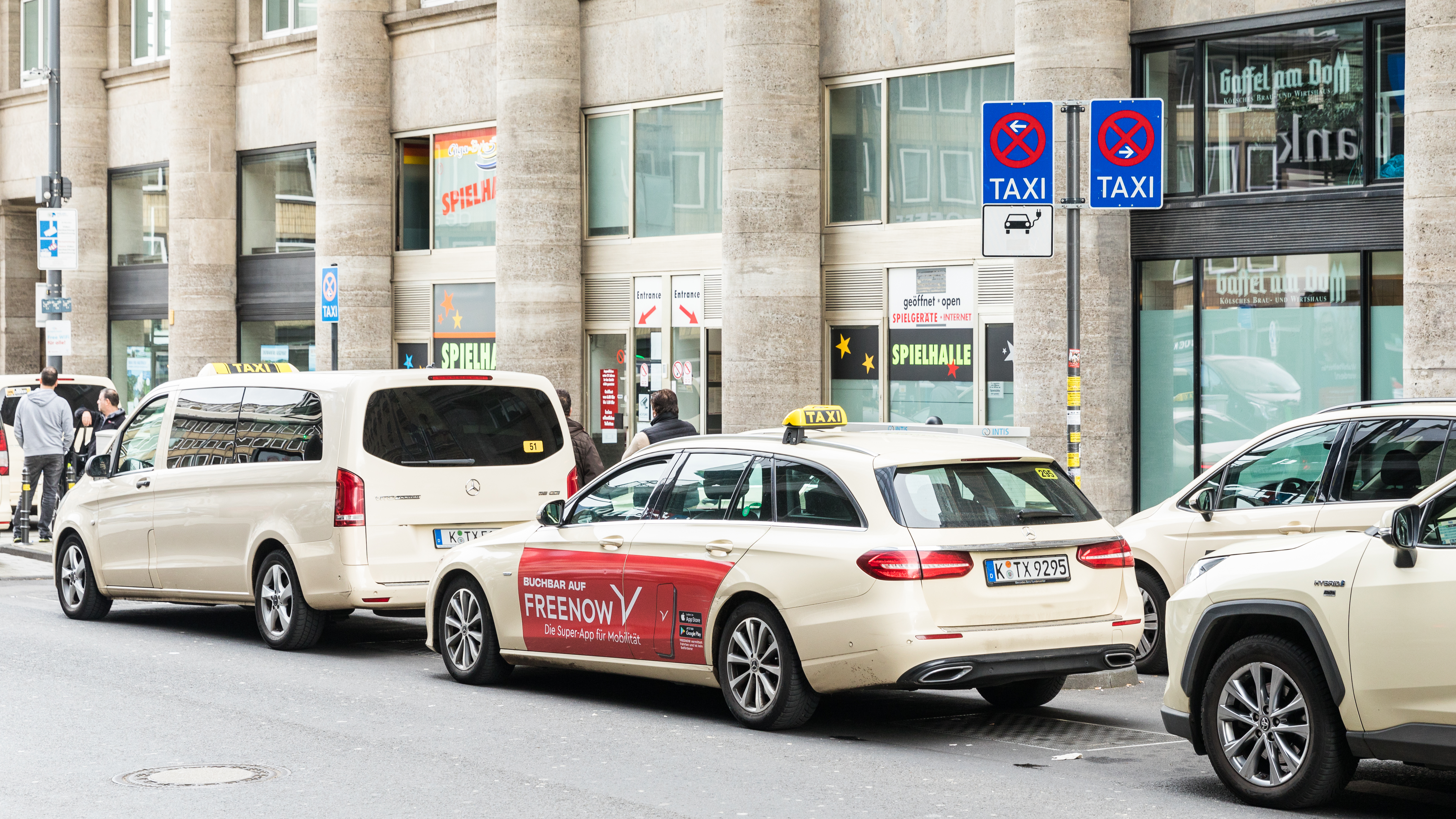
Taxi-Wartebereich in der Dompropst-Ketzer-Straße, Köln, mit Ladeplatte für induktives Laden

Eine Möglichkeit zur Erfüllung der Anforderungen einer CO2- und NOx- sowie Feinstaubverringerung in Ballungsgebieten ist die Elektrifizierung der Taxiflotten. Zur Vereinfachung des elektrischen Ladeprozesses während des Warte- und Vorrückprinzips an Taxiständen können elektrisch betriebene Taxis hier kabellos (teil)geladen werden. Ein solches automatisiertes Ladesystem mittels induktiver Ladespulen erprobt bspw. die Universität Duisburg-Essen mit dem Forschungsprojekt Taxi-Lade-Konzept (TALAKO) in Mülheim an der Ruhr.
Seit dem 1. September 2017 fördert die Stadt München mit zwei Millionen Euro (und ab 2022 darüber hinaus) Elektrotaxis und Fahrzeuge mit Brennstoffzellen. So wird von der Stadt jeder Besetztkilometer, also wenn das Fahrzeug mit einem Fahrgast unterwegs ist, mit 20 Eurocent bezuschusst; dies bis zu einer Summe von 40 Prozent der Anschaffungskosten.
Die Stadt Köln fördert seit April 2021 die Anschaffung von 4 Elektrotaxis und unterstützt dazu das TALAKO-Konzept der Uni Duisburg. Hamburg verbot als erstes Bundesland in Deutschland 2025 die Neuzulassung von Taxis mit Verbrennungsmotor. Für Großraumtaxi tritt diese Regelung 2027 in Kraft.

## Ungenehmigte Personenbeförderung
Ungenehmigte, gewerbliche Personenbeförderung (auch Schwarztaxi genannt) erfolgt ohne zwingend erforderliche behördliche Genehmigung und ist illegal. Private Pkw-Fahrer bieten oft auch mit taxiähnlichen Fahrzeugen z. B. bei Großveranstaltungen (Fasching bzw. Karneval, Konzert, Jahrmarkt, Messe etc.) einen gewerblichen Personentransport an. Oft werden Wartende angesprochen oder die Fahrer werden in Ermangelung regulärer Taxis, um Mitnahme ersucht. Rein rechtlich bestünde nach der Fahrt keine Pflicht zur Bezahlung, da es kein rechtsgültiges Beförderungsverhältnis gab. Da die Einnahmen des Schwarztaxifahrers nicht als selbstständiges Einkommen versteuert werden können, wird meist Steuerhinterziehung betrieben (siehe auch Schwarzarbeit).
Parallelen können auch zur Debatte rund um den aus den USA stammenden Fahrdienst Uber gezogen werden. Dieser war in Deutschland zunächst mit uberBlack gestartet, einem Service mit angeschlossenen Funkmietwagen, bei dem die Fahrer einen Personenbeförderungsschein besitzen. Wenig später wurde mit uberPop allerdings eine Variante angeboten, bei der private Fahrer Personen gegen Entgelt beförderten. Es sollte sich laut Uber lediglich um private Mitfahrgelegenheiten handeln. Die Entgelte überstiegen aber die bei den legalen Mitfahrgelegenheiten entstehenden Selbstkosten bei Weitem. Da hier auch der Fahrgast Strecke und Ziel bestimmt, ist eine ungenehmigte und illegale Taxiähnlichkeit gegeben. Außerdem fehlen weitere Voraussetzungen, wie ausreichender Versicherungsschutz, nachgewiesene persönliche Eignung, Gewerbeanmeldungen usw. Durch Initiativen von Taxiverbänden wurde der Dienst nunmehr verboten bzw. wurden seitens Uber die Fahrpreise auf das zulässige Selbstkostenniveau gesenkt und faktisch in Deutschland nicht mehr angeboten.

## Situation in Deutschland

Am Taxistand

Das erste Taxiunternehmen Deutschlands mit motorisierten Fahrzeugen gründete Friedrich Lutzmann 1893. Noch in den 1950er Jahren trugen Taxis in Deutschland ein schwarz-weiß kariertes Band unter den Fenstern und entweder ein außen, vor dem linken Außenspiegel angebrachtes Schild mit der Aufschrift Taxe, oder ein hinter der Windschutzscheibe angebrachtes, ebenfalls beleuchtetes Schild mit der Aufschrift Taxe frei, jeweils mit weißer Schrift auf rotem Grund. Taxi ist die internationalisierte Bezeichnung.
In Deutschland sind nach Angaben des Deutschen Taxi- und Mietwagenverbands rund 53.000 Taxis im Einsatz. Ein großer Teil der lizenzierten Funktaxis wird von Einzelunternehmern betrieben, die Mitglied einer, mitunter auch mehrerer Taxizentralen sind. Die größte europäische Taxizentrale ist die Berliner Taxizentrale Taxi Berlin, bei der 2014 über 5500 Taxis angeschlossen waren und teilweise mehr als 25.000 Fahraufträge pro Tag bedienten.

### Deutschlandweite Rufnummern
Es gibt konkurrierende Rufnummern, die für sich in Anspruch nehmen, die bundeseinheitliche Rufnummer für Taxis zu sein. Über diese Rufnummern erreicht man dann das nächste der angeschlossenen Mitgliedsunternehmen.
Konkurrieren in einem Ort verschiedene Taxiunternehmen und können sich nicht alle auf die Nutzung einer einheitlichen Rufnummer verständigen oder besteht vereinzelt kein Interesse an diesem kostenpflichtigen Service, wird diese Nummer in dem jeweiligen Ort nicht zu allen Taxiunternehmen oder Zentralen weitervermittelt. Dadurch ist eine umfassende und neutrale Taxivermittlung über diese Nummern nicht überall gegeben, zumal die Bedeutsamkeit einer bundesweiten Rufnummer sehr umstritten ist.

#### 19410
Von der Bundesnetzagentur wurde jedoch bereits in den 1990er-Jahren die Rufnummer 19410 als bundeseinheitliche Taxi-Rufnummer vergeben.
Diese ist zu herkömmlichen Telefon-Festnetz-Tarifen erreichbar. Gegebenenfalls muss allerdings die Vorwahl des nächsten größeren Ortes oder einer Stadt vorweg gewählt werden, da Gespräche über die Kurzwahl 19410 nicht automatisch zur nächstgelegenen Taxizentrale weitergeleitet werden.

#### 22456
Seit Juni/August 2006 bietet die SpeakUp GmbH eine bundesweit einheitliche Taxi-Rufnummer – 22456 – für Anrufe aus zahlreichen Mobilfunknetzen. Der Ort des Anrufers wird nicht geortet, sondern der Anrufer sagt seine Gemeindelage durch. Verbunden wird dann zu einer entsprechenden Taxizentrale, die mit SpeakUp kooperiert. Auch für dieses folgende Gespräch gilt der Tarif von 69 Cent/Minute. (Stand 2006)

### Vorgeschriebene Ausstattung
Um in Deutschland eine Zulassung als Taxi zu erhalten, muss ein Fahrzeug nach Verordnung über den Betrieb von Kraftfahrunternehmen im Personenverkehr (BOKraft) bestimmte technische Voraussetzungen erfüllen. Dazu gehört unter anderem:
- Das Fahrzeug muss über mindestens zwei Achsen und vier Räder verfügen. (§ 17)
- Das Fahrzeug muss mindestens auf der rechten Längsseite zwei Türen haben (§ 25, Absatz 1)
- Im Rahmen des zulässigen Gesamtgewichtes müssen bei voller Besetzung noch mindestens 50 kg Gepäck befördert werden können (§ 29)
- Das Fahrzeug muss über eine Taxi-Alarmanlage für Überfälle verfügen, die vom Fahrerplatz aus eingeschaltet werden kann. Im Gegensatz zu Diebstahlwarnanlagen stellt sich diese Alarmanlage nicht nach kurzer Zeit von allein wieder aus, vielmehr hupt und blinkt die Anlage bis zur Betätigung des versteckten Ausschalters (bzw. solange die Stromversorgung reicht; § 25, Absatz 2)
- Bundesweit einheitlich ist durch § 26, Absatz 1 der Farbton ‚Hellelfenbein‘ (RAL 1015, z. B. per Lackierung oder Folierung) als Taxi-Farbe vorgeschrieben. Durch § 43 sind landesspezifische Ausnahmegenehmigungen möglich, die bislang sechs Bundesländer erteilt haben. Der Farbton wurde freigegeben in Baden-Württemberg, Niedersachsen, Rheinland-Pfalz, Saarland, Sachsen-Anhalt und Schleswig-Holstein.[19]
- beleuchtbares gelbes Dachschild quer zur Fahrtrichtung mit der Aufschrift Taxi auf Vorder- und Rückseite (§ 26, Absatz 2/Anlage 1)
- Vom Eichamt geeichtes und von der Behörde genehmigtes Taxameter (§ 28)
- Ein nach innen und außen sichtbares, im rechten unteren Eck der Heckscheibe angebrachtes gelbes Schild mit der behördlich erteilten Ordnungsnummer (§ 27, Absatz 1)
- Es ist „an einer für den Fahrgast gut sichtbaren Stelle ein Schild mit Namen und Betriebssitz des Unternehmers anzubringen“ (§ 27, Absatz 2)
- Das Fahrzeug muss über ein Navigationsgerät verfügen. Das Navigationsgerät muss neben der Echtzeitnavigation in der Lage sein, aktuelle Stauinformationen abzurufen, Staus und Sperrungen zu umfahren sowie Sonderziele anzufahren. Es muss sich hierbei nicht um ein fest im Fahrzeug verbautes Navigationsgerät handeln, eine App auf dem Smartphone (z. B. Google Maps) reicht aus. (§ 28a)

### Nicht vorgeschriebene Ausstattung
- Funkgerät (beispielsweise im 2-Meter- und 70-Zentimeter-Band[20]) – in den letzten Jahren wird die Vermittlung verstärkt per Datenfunk betrieben. Die Daten werden dann entweder über den Betriebsfunk (reichweitenbeschränkt) oder über GPRS (Beschränkung auf Handynetze) von der Zentrale an die jeweiligen Taxis gesendet.
- Spezielle Innenbeleuchtung, Fußmatten, Verkleidungen, beschichtete Sitze etc.
- Kartenlesegeräte für bargeldlose Zahlung (seit dem 8. Mai 2015 gehört in Berlin ein funktionsfähiges Abrechnungssystem oder Abrechnungsgerät zur vorgeschriebenen Ausstattung[21])
- Gegebenenfalls Sicherheitseinrichtungen für den Fahrer
- Babyschale

### Sicherheitsausrüstung
Nach einer Anhäufung von Gewalttaten gegen Taxifahrer und einer Zunahme von Taxifahrermorden erließ das Bundesverkehrsministerium unter Verkehrsminister Georg Leber (SPD) am 6. Januar 1966 die sogenannte Trennwandverordnung. 1967 trat diese in Kraft und alle Taxis mussten bis zum 1. Januar 1968 mit einer kugelsicheren Trennwand, die im oberen Teil aus Panzerglas war, ausgerüstet werden. Die Luxusausführung war elektrisch versenkbar. Aus dieser Zeit stammt auch die Vorschrift, dass Taxis eine Alarmanlage haben müssen. Durch die Panzerglasscheibe wurden aber sowohl der Fahrerraum als auch der Fahrgastraum räumlich sehr eingeschränkt. Große Fahrer konnten ihre Sitze nicht weit genug nach hinten schieben, im Sommer gab es klimatische Probleme und es kam zu Verletzungen bei starkem Bremsen. Außerdem litt die Kommunikation zwischen Fahrer und Fahrgast unter der Trennscheibe. Aus diesem Grund beschwerten sich die Taxifahrer heftig. 1969 wurde deshalb die Trennscheibenverordnung wieder aufgehoben. Manche Fahrzeuge waren bis dahin noch nicht umgerüstet. Alle anderen Unternehmen bauten die bis zu 2000 DM teuren Konstruktionen relativ schnell wieder aus, da deren hohes Gewicht einen erhöhten Kraftstoffverbrauch zur Folge hatte.
Umstritten war auch die sogenannte Schwedenhaube, eine Plastikhaube am Fahrersitz, die den Taxifahrer vor Angriffen von hinten abschirmen sollte und sich ebenfalls nicht durchsetzte.
Um bei Übergriffen das Taxi schneller verlassen zu können, waren Taxifahrer seit Einführung der Anschnallpflicht von dieser in der Zeit ausgenommen, in der sie einen Fahrgast beförderten. Diese Regelung ist durch Änderung des § 21a StVO zum 30. Oktober 2014 entfallen.

### Pflichten des Taxiunternehmers
Der Taxiunternehmer hat die Beförderungspflicht innerhalb des Gebiets, für das sein Taxi personenbeförderungsrechtlich zugelassen ist. § 47 Abs. 4 PBefG bestimmt: „Die Beförderungspflicht besteht nur für Fahrten innerhalb des Geltungsbereichs der … festgesetzten Beförderungsentgelte (Pflichtfahrbereich).“ Der Taxifahrer muss deshalb alle Fahrgäste befördern, die innerhalb des Pflichtfahrbereichs befördert werden wollen. Er darf eine Beförderung beispielsweise nicht wegen zu kurzer Fahrtstrecke oder wegen für ihn selbst unpassender Fahrtrichtung ablehnen. Der einzelne Taxifahrer darf sein Taxi an behördlich gekennzeichneten Taxiständen bereithalten. Er muss es aber nicht. § 47 Abs. 1 Satz 1 PBefG enthält die Definition des Taxiverkehrs und mit ihr das Recht des Taxifahrers, sich an den Taxiständen bereitzuhalten: „Verkehr mit Taxen ist die Beförderung von Personen mit Personenkraftwagen, die der Unternehmer an behördlich zugelassenen Stellen bereithält und mit denen er Fahrten zu einem vom Fahrgast bestimmten Ziel ausführt.“ Einige Gemeinden erlauben darüber hinaus, bisweilen auch nur zu bestimmten Uhrzeiten, Taxifahrern sich auch außerhalb von Taxiständen bereitzuhalten, allerdings nur dort, wo es die Straßenverkehrsordnung zulässt.
Eine weitere wichtige Regel für das Taxengewerbe ist nach § 21 Personenbeförderungsgesetz die Betriebspflicht. Danach muss der Unternehmer während der Geltungsdauer der Genehmigung für den Taxenverkehr nach den Bedürfnissen des Verkehrs und dem Stande der Technik den Betrieb ordnungsgemäß aufnehmen und aufrechterhalten.
Überdies unterliegt der Taxiunternehmer nach § 51 Personenbeförderungsgesetz Beförderungsentgelte und -bedingungen im Taxenverkehr der Tarifpflicht.

### Rechte des Taxiunternehmers
Der Taxiunternehmer bzw. sein Fahrer hat das Recht, die eingerichteten und behördlich gekennzeichneten Taxihalteplätze zu benutzen (§ 47 Absatz 1 PBefG). Dadurch unterscheidet er sich vom Mietwagenunternehmer, dem keine besonderen Halteplätze zur Verfügung gestellt werden.

### Gesetzliche Regelungen

Das Taxischild in klassischer Form

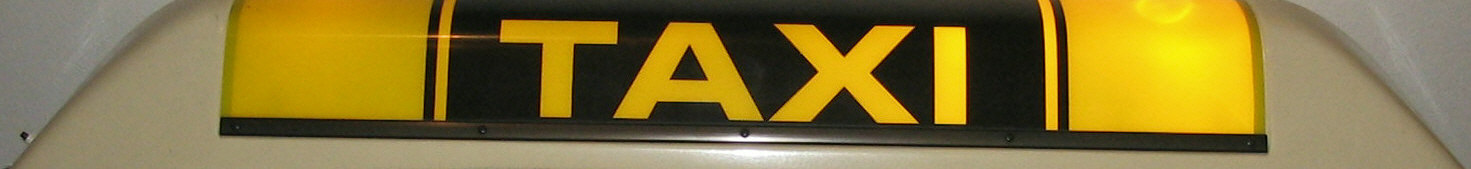
Taxi-Dachbalken

Die gesetzliche Grundlage für den Taxiverkehr in Deutschland ist das Personenbeförderungsgesetz (PBefG) und die dazu erlassene Verordnung über den Betrieb von Kraftfahrunternehmen im Personenverkehr (BOKraft). Das PBefG regelt im Wesentlichen die Genehmigungspflicht und das Genehmigungsverfahren. Im § 47 PBefG wird der Begriff Taxi definiert. Der Taxiverkehr ist eine Sonderform des Gelegenheitsverkehrs (§ 46 PBefG). Auf Grund der rechtlichen Regelung des PBefG können die Kommunen für ihr Territorium (Pflichtfahrgebiet) entsprechende Beförderungsbedingungen und Beförderungsentgelte (Taxiordnung) festlegen, die meist die bestehenden gesetzlichen Regelungen konkretisieren oder über diese hinausgehen (§ 39 und § 51 PBefG). Der von den Kommunen genehmigte Taxitarif gilt nur innerhalb des Pflichtfahrgebietes. Eine Änderung des Taxitarifes wird im Regelfall durch einen Antrag von Vertretern des Taxigewerbes gestellt und bei der zuständigen Behörde zur Genehmigung eingereicht.
1971 wurde in Westdeutschland die Farbe der Taxis von Schwarz in Hellelfenbein (Farbe RAL-Nummer 1015) geändert. In einigen Bundesländern wurde die Außenfarbe der Taxis inzwischen freigegeben, d. h. die dortigen Taxi-Unternehmer können die Lackfarbe frei wählen. Eine bundeseinheitliche Regelung durch eine Änderung der BOKraft ist noch nicht erfolgt. Das Taxischild muss beleuchtet sein, wenn das Taxi zur Aufnahme von Fahrgästen bereit ist.
Zum 1. Oktober 1983 ist das Personenbeförderungsgesetz im Bereich Taxi- und öffentliches Mietwagengewerbe signifikant geändert worden. Zum einen wurden die Definitionen des Taxiverkehrs und des Mietwagenverkehrs präziser formuliert. § 47 Abs. 1 PBefG heißt seitdem: „Verkehr mit Taxen ist die Beförderung von Personen mit Personenkraftwagen, die der Unternehmer an behördlich zugelassenen Stellen bereithält und mit denen er Fahrten zu einem vom Fahrgast bestimmten Ziel ausführt. Der Unternehmer kann Beförderungsaufträge auch während einer Fahrt oder am Betriebssitz entgegennehmen.“ Die behördlich zugelassenen Stellen sind in aller Regel die Taxihalteplätze, die zudem zumeist mit dem Verkehrszeichen Taxistand markiert sind. In der Rechtsprechung und Literatur war bis 2016 ungeprüft Konsens, dass sich aus der gesetzlichen Definition herauslesen lässt, dass Taxis nur an diesen Stellen bereitgehalten werden dürfen. Doch diese Einschränkung war gesetzliche Regelung nur in der Zeit vom 1. Juni 1961 bis 30. September 1983. Der damalige § 47 Abs. 3 S. 1 PBefG hieß: „Kraftdroschken dürfen auf öffentlichen Straßen und Plätzen nur in der Gemeinde bereitgestellt werden, in der sich der Betriebssitz des Unternehmers befindet, und nur an den behördlich zugelassenen Stellen.“ Diese generelle Verpflichtung ist im Jahre 1983 wegen der Streichung des Wortes „nur“ entfallen. Seitdem dürfen Taxis innerhalb der Betriebssitzgemeinde überall bereitgehalten werden, es sei denn, die Betriebssitzgemeinde regelt dies an dem einen oder anderen Taxihalteplatz in ihrer Taxiordnung anders. Dabei darf sie aber nur Details regeln, das heißt den Taxiverkehr an einzelnen, nicht an allen Taxiständen. Denn die Ermächtigung der Länder, generelle Ausnahmen zuzulassen, ist mit § 47 Abs. 3 S. 1 Halbs. 2 PBefG a.F. entfallen, weil § 47 Abs. 3 S. 2 PBefG (Länderermächtigung) sich nur auf den Satz 1 des § 47 Abs. 3 bezieht (und dort entfiel das Wort „nur“). Beim Bereitstellen sind folglich lediglich die Vorschriften des Straßenverkehrs zu beachten (§ 64 Abs. 1 Nr. 1 PBefG).
Bis ins Jahr 2006 wurde ein Taxi rechtlich immer noch als sogenannte Kraftdroschke eingeordnet, wie in den Anfangstagen der gewerblichen Personenbeförderung durch Motorkraft.
Seit dem 1. September 2007 gilt in Deutschland im öffentlichen Personenverkehr – und damit auch in Taxis – Rauchverbot. Auf das Verbot ist „in geeigneter Weise hinzuweisen“ §§ 2 und 3 Bundesnichtraucherschutzgesetz.
Die Bundesländer haben laut § 43 BOKraft das Recht, von fast „allen Vorschriften dieser Verordnung Ausnahmen [zu] genehmigen“.

#### Umsatzsteuer
Für Taxifahrten zur Personenbeförderung von bis zu 50 Kilometern Entfernung oder innerhalb einer Gemeinde (unabhängig von der Entfernung) gilt der ermäßigte Steuersatz (§ 12 Abs. 2 Nr. 10 a UStG).
Bei allen anderen Fahrten (auch Besorgungsfahrten, Starthilfe und anderen Sonderleistungen außerhalb der Personenbeförderung) gilt der Regelsteuersatz (§ 12 Abs. 2 UStG). Die Umsatzsteuer ist im angezeigten Fahrpreis inbegriffen. Der Steuerbetrag ist auf Quittungen, deren Gesamtbetrag 250 Euro übersteigt, getrennt aufzuführen. Der anzuwendende Steuersatz ist in jedem Fall anzugeben. (§ 33 Abs. 2 UStDV)
Ab Grenzübertritt ins Ausland darf dem Fahrgast keine Umsatzsteuer für Deutschland berechnet werden.

#### Taxiwerbung

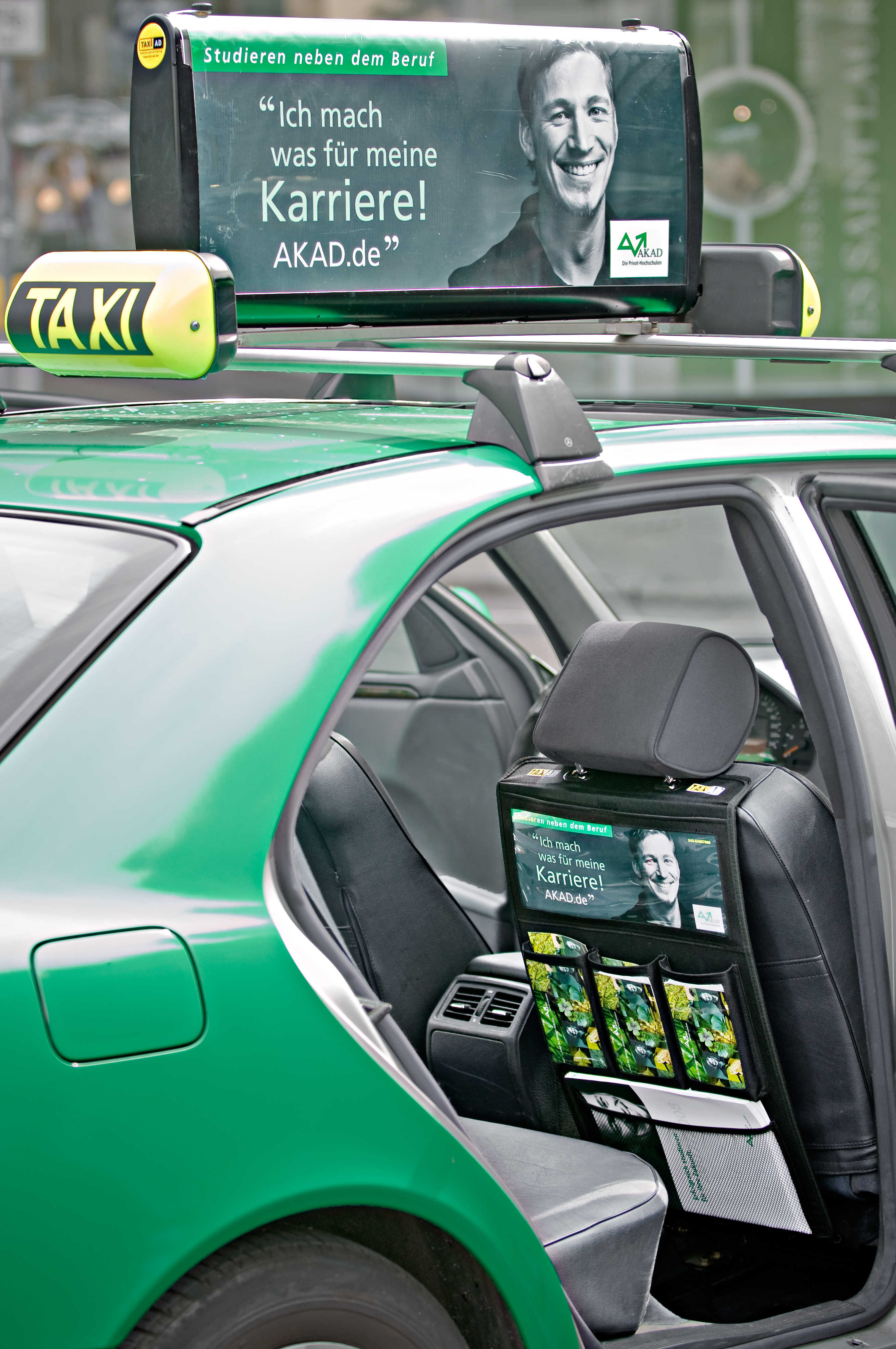
Taxi mit Farbfreigabe

Taxiwerbung gehört zur Außenwerbung.
Werbung und Kenntlichmachung von Taxis ist in § 26 BOKraft geregelt, nach dem Werbung an der Außenseite von Taxis nur an den Seitentüren erlaubt ist. Seit einigen Jahren sind auch Dachwerbeträger längs der Fahrtrichtung erlaubt. In den meisten Bundesländern gilt weiterhin die vorgeschriebene Farbe Hellelfenbein, in den anderen wird teilweise die gesamte Fahrzeugoberfläche mit Werbung beklebt.
Politische und religiöse Werbung ist auf Taxis verboten.

### Weitere Dienstleistungen
- vorbestellte Abholung vom Flughafen o. a.
- Großraumfahrzeuge für den Transport von mehr als vier Fahrgästen (bis maximal acht Fahrgäste).
- Transport von sperrigem Gepäck oder Gütern (z. B. Einkäufe oder Kunstobjekte)
- Gepäcktransport (und gegebenenfalls zusätzliches Verbringen auf den Bahnsteig, an die Haustüre oder Ähnliches)
- Einkaufsdienste (zum Beispiel auch Medikamente von der Apotheke besorgen)
- Kurierdienste (siehe auch Kurier-Express-Paket-Dienst)
- Botenfahrten
- Pilotenfahrten, auch Rettungsring oder Engelfahrten genannt. Diese Dienstleistung beinhaltet, das Kundenfahrzeug durch einen zweiten Taxifahrer nach Hause gefahren zu bekommen.
- Lotsenfahrten
- Kfz-Starthilfe (oft im Auftrag des ADAC)
- Tiertransporte
- bargeldlose Zahlung
- Wartezeiten auf Wunsch des Fahrgastes (zum Beispiel Halt an der Apotheke, am Geldautomat oder etwas aus der Wohnung holen)

Je nach Tarif (Taxe) gibt es hierzu Servicezuschläge, die den Fahrpreis erhöhen. Insbesondere dort, wo das Taxi für den Kunden warten muss.
Weitere Aufpreise sind:
- Nacht-, Sonn- und Feiertagszuschläge
- Großraumzuschläge (Zuschlag für mehr als vier Fahrgäste)
- Anfahrtskosten (meistens ist die Anfahrt im Pflichtfahrgebiet frei)

### Gesetzliche Vorgaben
In Deutschland darf ein Taxi maximal neun Personen einschließlich Fahrer befördern. Mehr erlaubt weder der Personenbeförderungsschein noch der Pkw-Führerschein. Klapp-Notsitze im Kofferraum (z. B. bei Kombis) gegen die Fahrtrichtung gelten als vollwertige Sitzplätze.
Der Fahrpreis wird innerhalb des Pflichtfahrgebiets mit dem Taxameter ermittelt, außerhalb des Pflichtfahrgebietes ist er frei verhandelbar.
Innerhalb des durch die jeweilige Behörde festgelegten Pflichtfahrgebietes besteht die sogenannte Beförderungspflicht. Diese ist für den öffentlichen Personennahverkehr im § 21 geregelt. Das heißt, der Taxifahrer eines freien, am Taxihalteplatz bereitgehaltenen Taxis darf eine Fahrt nicht willkürlich ablehnen, etwa aufgrund der Person des Kunden, der Länge der Fahrstrecke oder des Ziels. Für Fahrten, deren Beginn oder Ziel außerhalb des Pflichtfahrgebietes liegt, gilt die Beförderungspflicht jedoch nicht. Der Taxifahrer darf jedoch die Beförderung in jedem Fall ablehnen, wenn die Betriebssicherheit gefährdet ist (§ 13 BOKraft). Gründe hierfür können eine erhebliche Alkoholisierung des Fahrgastes, Verschmutzung, Bewaffnung (z. B. eine geladene Schusswaffe), ein großer oder nicht angeleinter Hund, Aggressivität oder eine ansteckende Krankheit des Fahrgastes sein. Ebenso eine offensichtliche Zahlungsunfähigkeit des Fahrgastes.

### Arbeitsfeld

Taxistand (VZ 229 in Deutschland)

Taxis dürfen, müssen aber nicht, an dafür vorgesehenen Halteplätzen, den Taxiständen stehen, um auf Fahrgäste zu warten. Sie können auch am Betriebssitz und anderen Orten stehen, soweit es das Straßenverkehrsrecht zulässt. Ein Kunde muss am Taxistand nicht das erste Taxi der Warteschlange wählen, sondern darf sich das Taxi aus der Warteschlange frei auswählen. Kommt ein Fahrer seiner Beförderungspflicht nicht nach, die er innerhalb seiner Betriebssitzgemeinde innehat, begeht er eine Ordnungswidrigkeit (§ 61 PBefG). Wenn Kunden einem fahrenden Taxi mit Handzeichen einen Beförderungswunsch signalisieren, dürfen diese aufgenommen werden (§ 47 Abs. 1 Satz 2 PBefG). Außerhalb des eigenen Pflichtfahrgebiets (§ 47 Abs. 4 PBefG) gilt dies nicht und ist auch nicht zulässig (§ 47 Abs. 2 Satz 1, Satz 2 PBefG). Taxiunternehmen sind rechtlich an eine Betriebssitzgemeinde gebunden. Ein Wettbewerb zwischen Taxiunternehmen verschiedener Gemeinden ist, von bestellten Fahrten abgesehen, ausgeschlossen.
Taxis dürfen, wenn die Verkehrslage es zulässt, neben anderen Fahrzeugen, die auf dem Seitenstreifen oder am rechten Fahrbahnrand in zweiter Reihe halten oder parken, um Fahrgäste ein- oder aussteigen lassen (§ 12 StVO).
Der Taxifahrer ist verpflichtet, unaufgefordert die kürzeste oder kostengünstigste Fahrtstrecke zu wählen, sofern der Kunde nicht die Strecke festlegt. Die Benutzung des Taxameters ist innerhalb des Pflichtfahrgebietes vorgeschrieben. Für Fahrten nach außerhalb des Pflichtfahrgebietes ist der feste Tarif der Betriebssitzgemeinde nicht mehr bindend; Fahrer und Fahrgast können sich vor Fahrtantritt über einen abweichenden Fahrpreis einigen. Dieser kann höher ausfallen, weil (innerhalb Deutschlands und mehr als 50 km) der höhere Mehrwertsteuersatz (19 %) zu berechnen ist.

### Voraussetzungen für Taxifahrer
Zum Führen eines Taxis ist in Deutschland ein Führerschein zur Fahrgastbeförderung (auch Personenbeförderungsschein für Taxi, umgangssprachlich P-Schein oder Taxischein) notwendig, der von der Straßenverkehrsbehörde erteilt wird. Dafür muss das 21. Lebensjahr vollendet sein (§ 48 FeV), zwei Jahre Fahrpraxis und Fachkunde sind nachzuweisen. Weiterhin werden ein Führungszeugnis und ein Auszug aus dem Punktekonto des Kraftfahrt-Bundesamtes in Flensburg sowie eine Tauglichkeitsuntersuchung nach der Anlage 5 der Fahrerlaubnisverordnung verlangt.
Eine Funklizenz ist eine privatrechtliche Regelung, die eine Funktaxizentrale zur Bedingung machen kann, bevor Funkaufträge dieser Zentrale angenommen werden dürfen. Kosten, Bedingungen und Voraussetzungen (Einweisung und Prüfung) sind Gegenstand der freien Vertragsgestaltung zwischen der Zentrale und den Nutzern des Funkdienstes.
Bis August 2021 gehörte zum Erwerb der Fahrerlaubnis zur Fahrgastbeförderung auch ein Nachweis der Ortskenntnis, die sogenannte Ortskundeprüfung. Diese noch aus der Zeit der gedruckten Stadtpläne stammende Regelung ist inzwischen entfallen.

### Voraussetzungen für Taxiunternehmer
Der Betrieb eines Taxiunternehmens in Deutschland ist genehmigungspflichtig. Der Taxiunternehmer muss nach dem Personenbeförderungsgesetz (PBefG) in Verbindung mit der Berufszugangsverordnung für den Straßenpersonenverkehr (PBZugV) unterschiedliche Voraussetzungen erfüllen, damit ihm eine Genehmigung (Taxikonzession) erteilt wird. Dazu gehört unter anderem:
- die fachliche Eignung
- die persönliche Zuverlässigkeit
- die Sicherheit und Leistungsfähigkeit des Betriebes.

Der Unternehmer oder die zur Führung des Unternehmens bestellte Person muss die fachliche Eignung zur Führung eines Unternehmens des Taxi- und Mietwagenverkehrs in der Regel durch eine Fachkundeprüfung bei der Industrie- und Handelskammer nachweisen. In vielen Städten wird nur eine begrenzte Zahl an Taxikonzessionen vergeben. Aufgrund der regionalen Unterschiede bei der Erteilung der Taxigenehmigung muss der Antragsteller in den größeren Städten und Gemeinden in der Regel mit längerer Wartezeit kalkulieren.
Nach Aussage von Mitgliedern der Monopolkommission werden Taxikonzessionen in deutschen Großstädten teils für mehrere zehntausend Euro weiterverkauft. Taxikonzession sind in Deutschland allerdings nicht als solche veräußerbar oder übertragbar, sondern nur im Rahmen einer erlaubten Betriebsveräußerung. Der Spiegel berichtete im Mai 2015, die Monopolkommission fordere eine Lockerung der Vorschriften für das Taxigewerbe.

### Vorgeschriebener Versicherungsschutz in Deutschland
Bei einem Taxi ist wie bei jedem anderen im Straßenverkehr zugelassenen Fahrzeug, eine Kfz-Haftpflichtversicherung gesetzlich vorgeschrieben. Darüber hinaus sieht das Versicherungspflichtgesetz vor, dass die Kfz-Haftpflichtversicherung für in Deutschland zugelassene Taxis, nur bei einem deutschen Versicherungsunternehmen abgeschlossen werden darf (§ 5 PflVG).

## Situation in Österreich

Das Taxischild in der verbreitetsten Variante

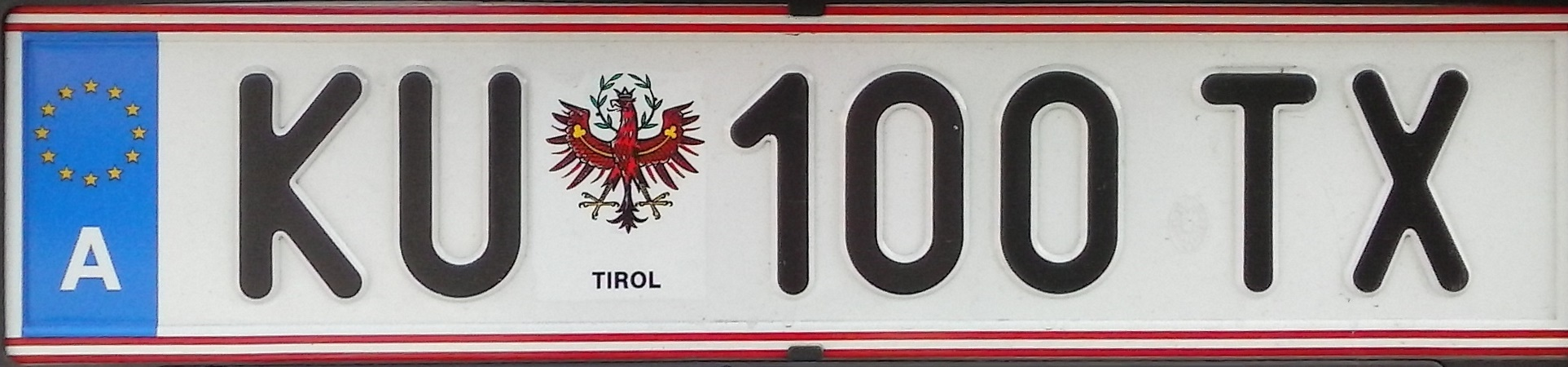
Kennzeichen der TX-Serie für Taxis

Taxistand (Hinweiszeichen 6a)

### Gesetzliche Regelungen
Die Ausstellung des Taxilenkerausweises sowie die Taxibetriebsordnung sind den einzelnen Bundesländern überlassen. Daher gibt es neun Landesbetriebsordnungen sowie eine Bundesbetriebsordnung für den nichtlinienmäßigen Personenverkehr (BO 2003). Die Ausstellung des Taxilenkerausweises kann nur erfolgen, wenn:
- die Lenkberechtigung Klasse B vorliegt und die Probezeit bereits vorüber ist sowie eine einjährige Fahrpraxis vorliegt
- die Vertrauenswürdigkeit vorliegt (keine Vorstrafen, keine Führerscheinentzüge), fünf Jahre rückwirkend
- ein Mindestalter von 20 Jahren vorliegt
- die Taxilenkerprüfung bei der Wirtschaftskammer Österreich abgelegt worden ist
- ein mindestens sechsstündiger Erste-Hilfe-Kurs absolviert worden ist, laut Führerscheingesetz (FSG) 1996
- eine Ortskundeprüfung abgelegt wird (für den Standort-Bezirk).

Für gesetzeswidrig erklärte der Verfassungsgerichtshof 1992 die bis dahin durch Höchst- und Verhältniszahlen geregelte Bedarfsprüfung für das Taxigewerbe.
Die Zulassungsbehörden reservieren im Rahmen des Systems bestimmte Buchstaben(-kombinationen) für Taxis. Während Wien diese Kennzeichnung von Anfang an hatte, führten sie andere Bundesländer erst später verpflichtend ein, so dass auch bestehende Zulassungen betroffen sind. (Zuletzt 2013 in Kärnten). Ein Grund dafür ist die Überwachung von Busspuren, Krankenhauszufahrten und dgl. Durch das klar erkennbare Kennzeichen soll der Missbrauch z. B. eines TAXI-Schildes unmöglich werden. Beispiele:
W-1234 TX, S–123 T, ZE–1234 T, SW–12 TX, KU-100 TX

### Vorgeschriebene Ausstattung
Die im Taxigewerbe verwendeten Fahrzeuge müssen mit mindestens vier Türen ausgestattet und für mindestens vier Personen abgesehen vom Lenker kraftfahrrechtlich zugelassen sein. Eine Schiebetüre, die eine lichte Öffnung von mindestens 1.000 mm freigibt, darf anstelle zweier Türen angebracht sein, sofern sie einen bequemen Ein- und Ausstieg sowie Zugang zu den einzelnen Sitzreihen gewährleistet. Das Mietwagenfahrzeug hat eine Mindestaußenlänge von 4200 mm auszuweisen. Die Fahrzeuge müssen unbeschadet kraftfahrrechtlicher Bestimmungen folgende Ausstattung aufweisen:
- Fahrzeuge, die nach dem 1. Dezember 2006 als Taxifahrzeuge zugelassen wurden, müssen mit einer funktionierenden Klimaanlage ausgestattet sein.
- Taxifahrzeuge müssen mit einer vom Lenkerplatz aus einschaltbaren Anlage von deutlich wahrnehmbaren optischen und akustischen Notzeichen ausgestattet sein.
- Im Fahrzeuginneren sind der Name und der Standort des Gewerbetreibenden eindeutig und gut lesbar ersichtlich zu machen.
- Der Fahrgastraum muss mit einer ausreichenden Innenbeleuchtung ausgestattet sein.
- Der Fahrgast muss sich während der Fahrt mit dem Lenker verständigen können.
- Der Platz der Unterbringung des Verbandkastens ist deutlich zu kennzeichnen.
- Das Vorhandensein mindestens eines Kindersitzes für Kleinkinder ist vorgeschrieben (viele Limousinen haben zwei solche bereits in der normalen Sitzfläche (Rückbank) integriert, die auf Knopfdruck ausfahren)

Taxifahrzeuge müssen durch ein innen ausreichend beleuchtbares, gut sichtbares Schild mit der vorne wahrnehmbaren Aufschrift TAXI (mindestens 180 mm × 100 mm) gekennzeichnet sein, das jedoch nicht blenden darf. Die Beleuchtung des Schildes muss mit weißem oder gelbem Licht erfolgen. Das Schild ist bei Dunkelheit und schlechter Sicht zu beleuchten. An Taxifahrzeugen sind die Preise an den beiden hinteren Seitenscheiben oder an der Heckscheibe deutlich sichtbar und verständlich auszuzeichnen. Ausnahmen vom ausgezeichneten Preis sind konkret anzuführen. Die Preise sind in Euro und Cent anzuführen und einschließlich der Umsatzsteuer auszuzeichnen.

### Steuern
Im Personenbeförderungsgewerbe gilt der ermäßigte Steuersatz von 10 %. Ein Kraftfahrzeug des Taxigewerbes ist von der NoVA befreit. Voraussetzung für diese Befreiung von der NoVA ist, dass das Fahrzeug zu mindestens 80 % für den begünstigten Zweck verwendet wird. Das heißt, es muss dieses Fahrzeug nachweislich zu mindestens 80 % in der gewerbsmäßigen Personenbeförderung eingesetzt werden. In der Regel wird die NoVA vom Fahrzeughändler berechnet, auf den Kaufpreis überwälzt und an das Finanzamt abgeführt. Die Steuerbefreiung wird im Wege einer Vergütung der Abgabe durch das Finanzamt bewirkt.
Das Fahrzeug wird bei der Kfz-Anmeldung auf den Verwendungszweck 25 (zur Verwendung im Rahmen des Taxigewerbes) angemeldet und ist dann automatisch von der Kfz-Steuer befreit. Die 80-prozentige Nutzung für den begünstigten Zweck muss jedoch auch hier nachweisbar sein.

### Tarife
Die Tarife sind vom Landeshauptmann festgelegt und gelten für den gesamten Bezirk. In Städten über 50.000 Einwohner sind Taxameter vorgeschrieben. Außerhalb können die Unternehmer ihren Tarif selbst wählen, und es sind keine Taxameter vorgeschrieben. Die Ausstattung der Fahrzeuge ist der in Deutschland ähnlich.
In der Steiermark ist per Verordnung von 2007 der Tarif „deutlich sichtbar an beiden hinteren Seitenfenstern oder der Heckscheibe auszuzeichnen“.

### Österreichweite Rufnummern
Auch in Österreich gibt es (zum Teil auch konkurrierende) Rufnummern, die für sich in Anspruch nehmen, die bundeseinheitliche Rufnummer für Taxis zu sein. Über diese Rufnummern erreicht man dann das nächste der angeschlossenen Mitgliedsunternehmen. Das bekannteste Beispiel hierzu ist 0800CabCall; der kostenfreie Dienst ermöglicht es in etwas mehr als 100 Städten, ein Taxi durch einen Anruf bei einer einheitlichen Gratisrufnummer zu erreichen. Für den Taxikunden ist ein solcher Anruf zwar gratis, die Anrufkosten übernimmt aber das lokale Taxiunternehmen.

## Situation in anderen Ländern

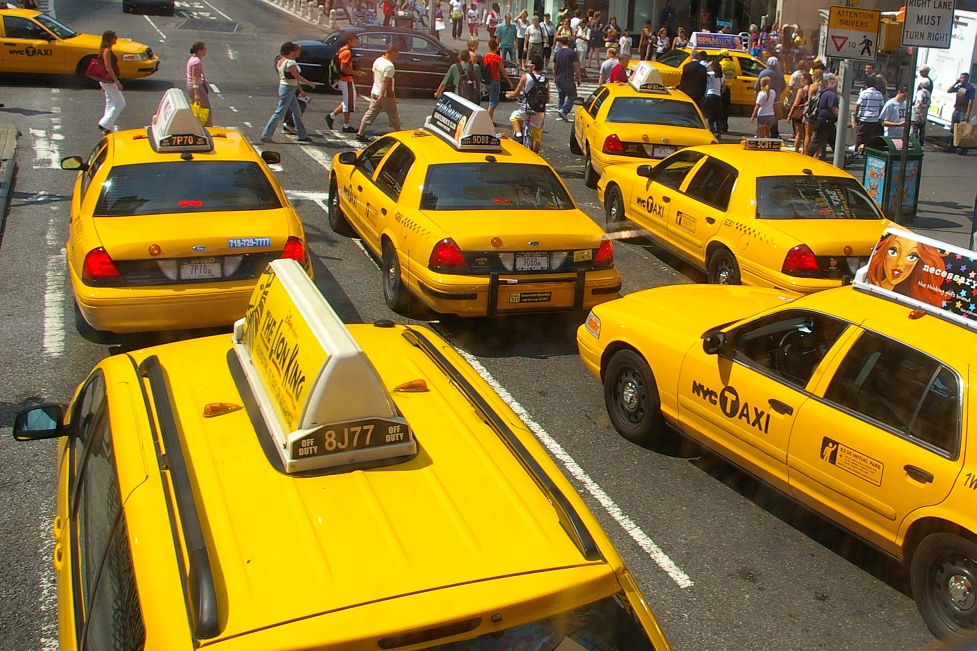
New York City Taxi Cabs

In Teilen Afrikas, Lateinamerikas und Asiens sind neben Limousinen auch Kleinbusse als Taxis üblich, in Asien und in einigen Städten Lateinamerika weiterhin Rikschas, Motor- oder Autorikschas sowie Motorradtaxis. In Indonesien ist das Bemo ein typisches Verkehrsmittel; in Marokko verkehren zusätzlich zu den regulären Taxis auch spezielle kleinere Petit Taxi. In England sind Taxis unter den Namen Cab oder London Taxi geläufig. Bekannt ist auch die Taxiflotte von New York mit ihren 12.000 Yellow Cabs (siehe auch Checker Cab). In der Türkei verkehrt zusätzlich zu Bussen und Taxis im gesamten Land der Dolmuş, ein Kleinbus mit Sammelfunktion, mit dem man auch entlegene Orte des Landes erreichen kann. In Japan sind die Taxis mit einem Mechanismus ausgestattet, der es dem Fahrer ermöglicht, über ein Gestänge die linke Fondtüre zu öffnen und zu schließen.
Es gibt in vielen Ländern auch unterschiedliche Preise, da es keine einheitliche Eichung der Taxameter durch ein Eichamt oder ähnliche Institution gibt. In Frankreich zum Beispiel können zwei Taxis, die hintereinander dieselbe Strecke fahren, völlig unterschiedliche Preise haben.

## Galerie

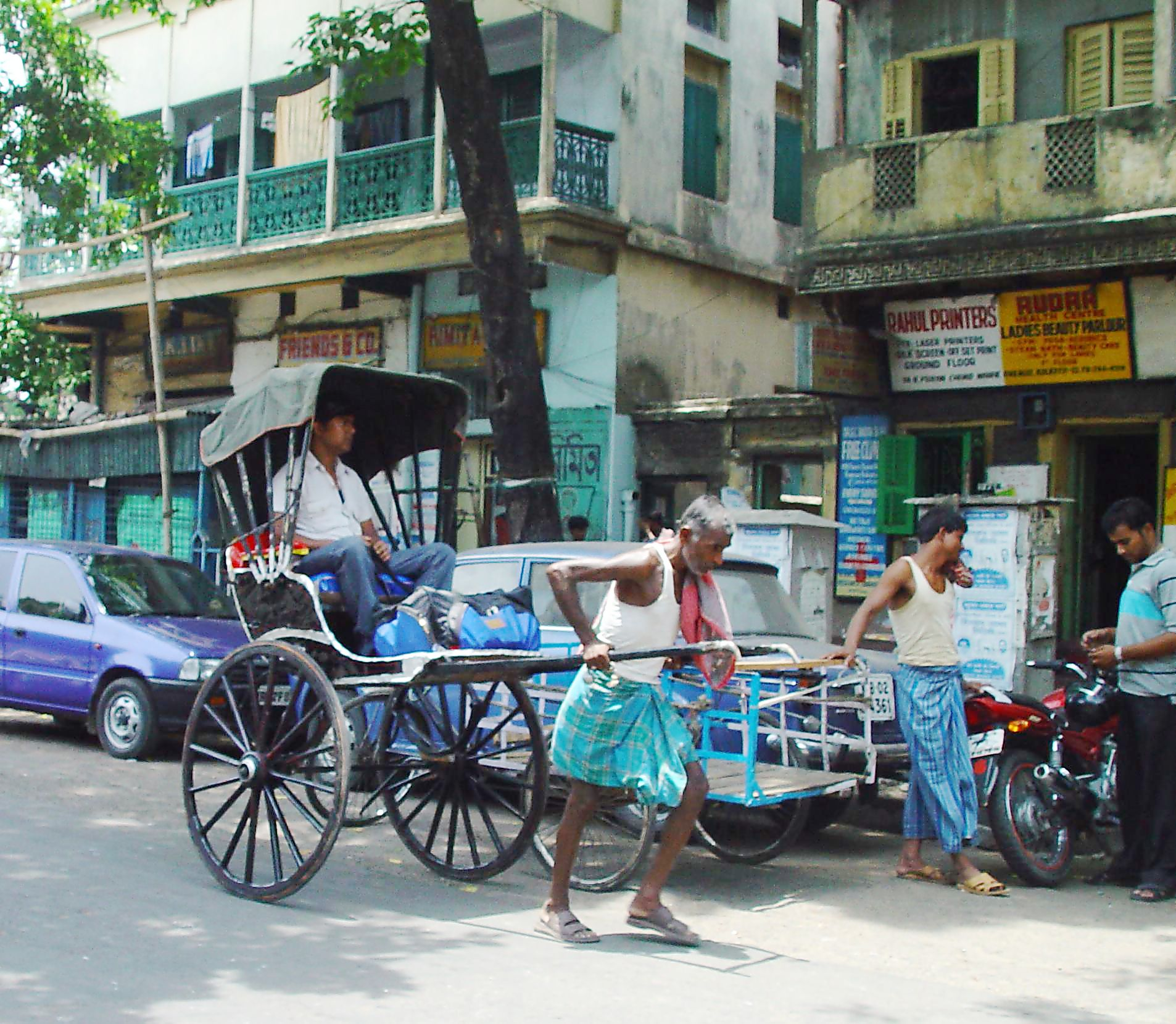
Rikscha in Kalkutta, Indien
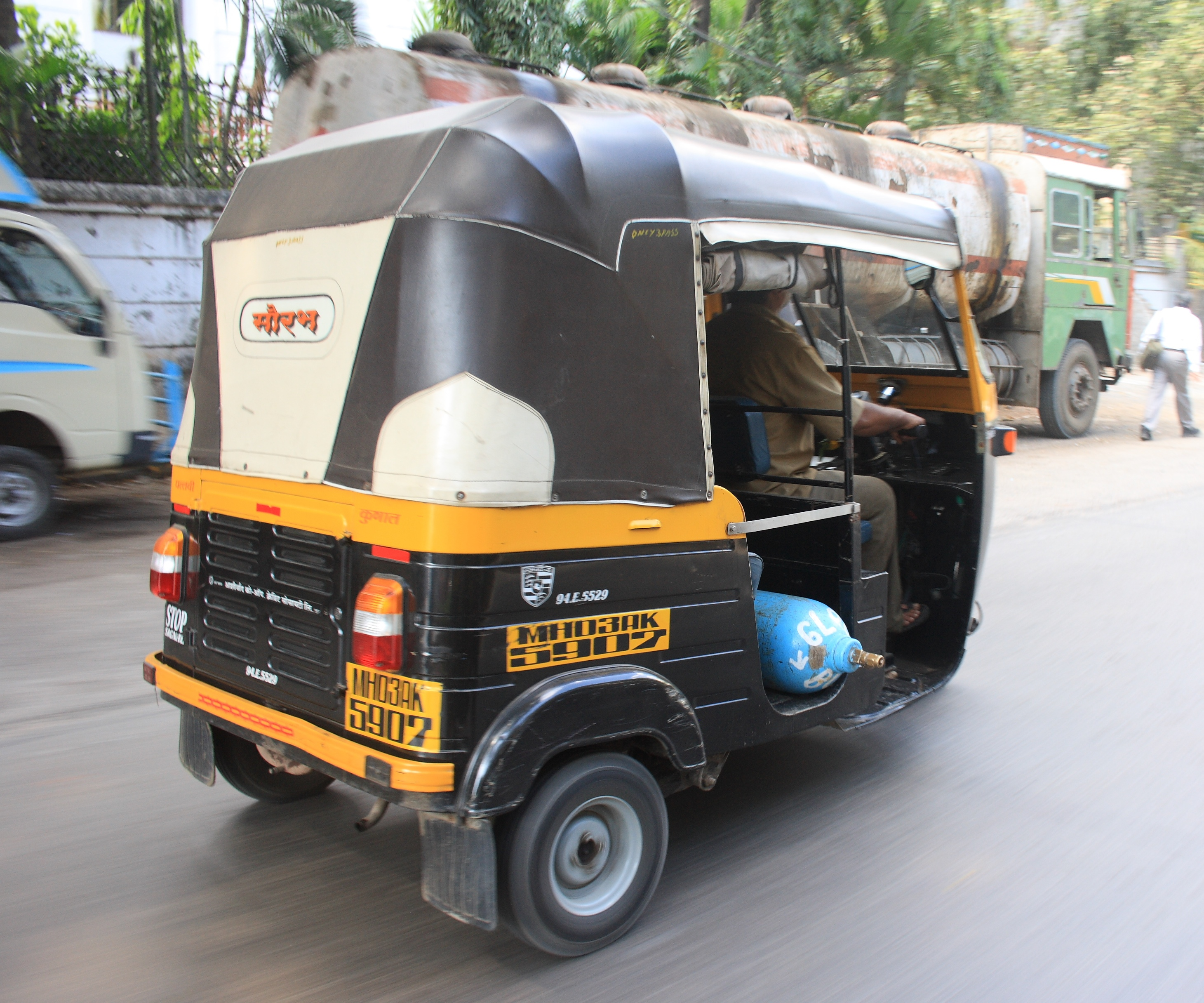
Autorikscha in Mumbai, Indien
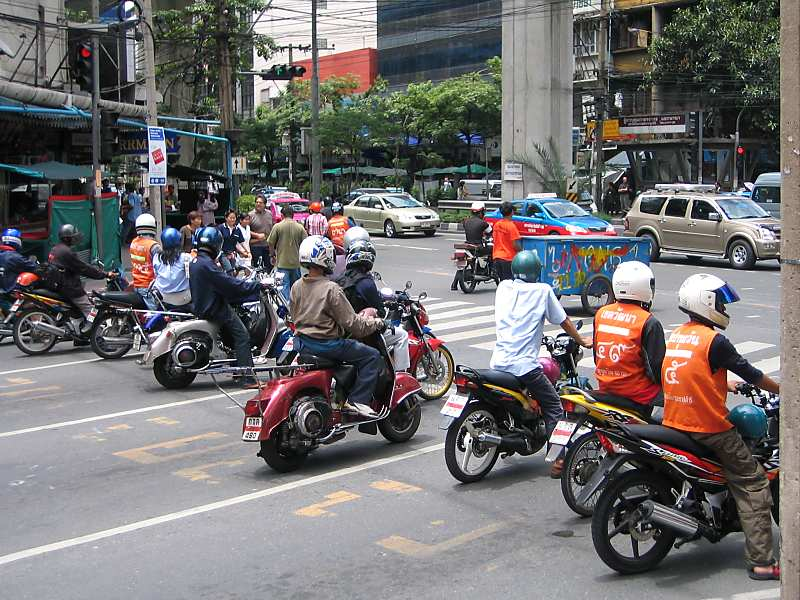
Motorradtaxis (rechts) in Bangkok, Thailand
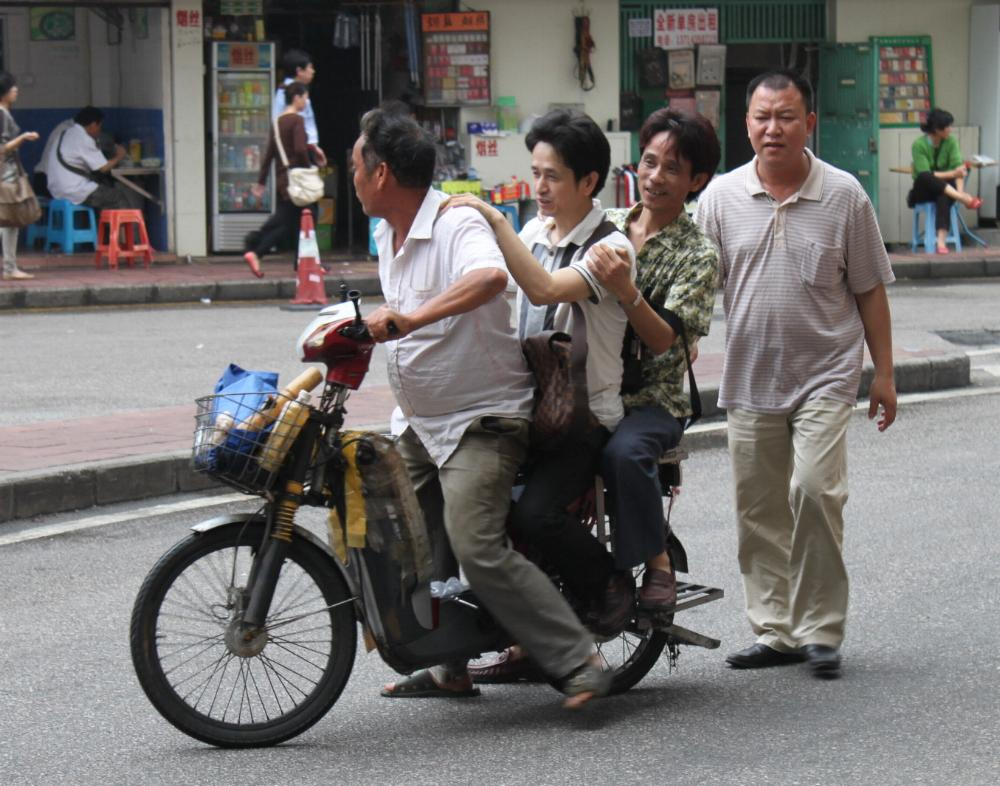
Elektromotorroller als Taxi in Shenzhen, China
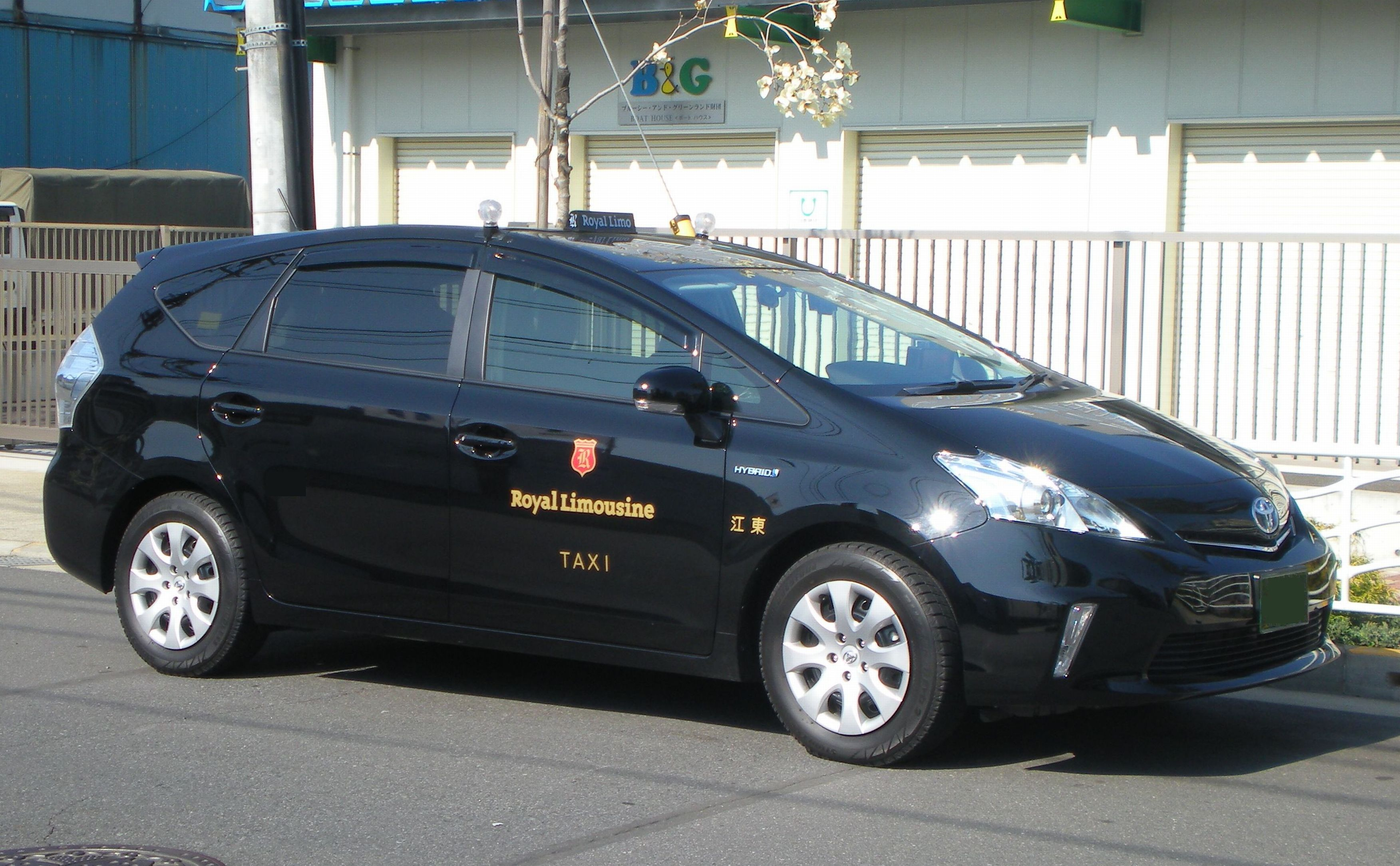
Taxi in Tokio, Japan
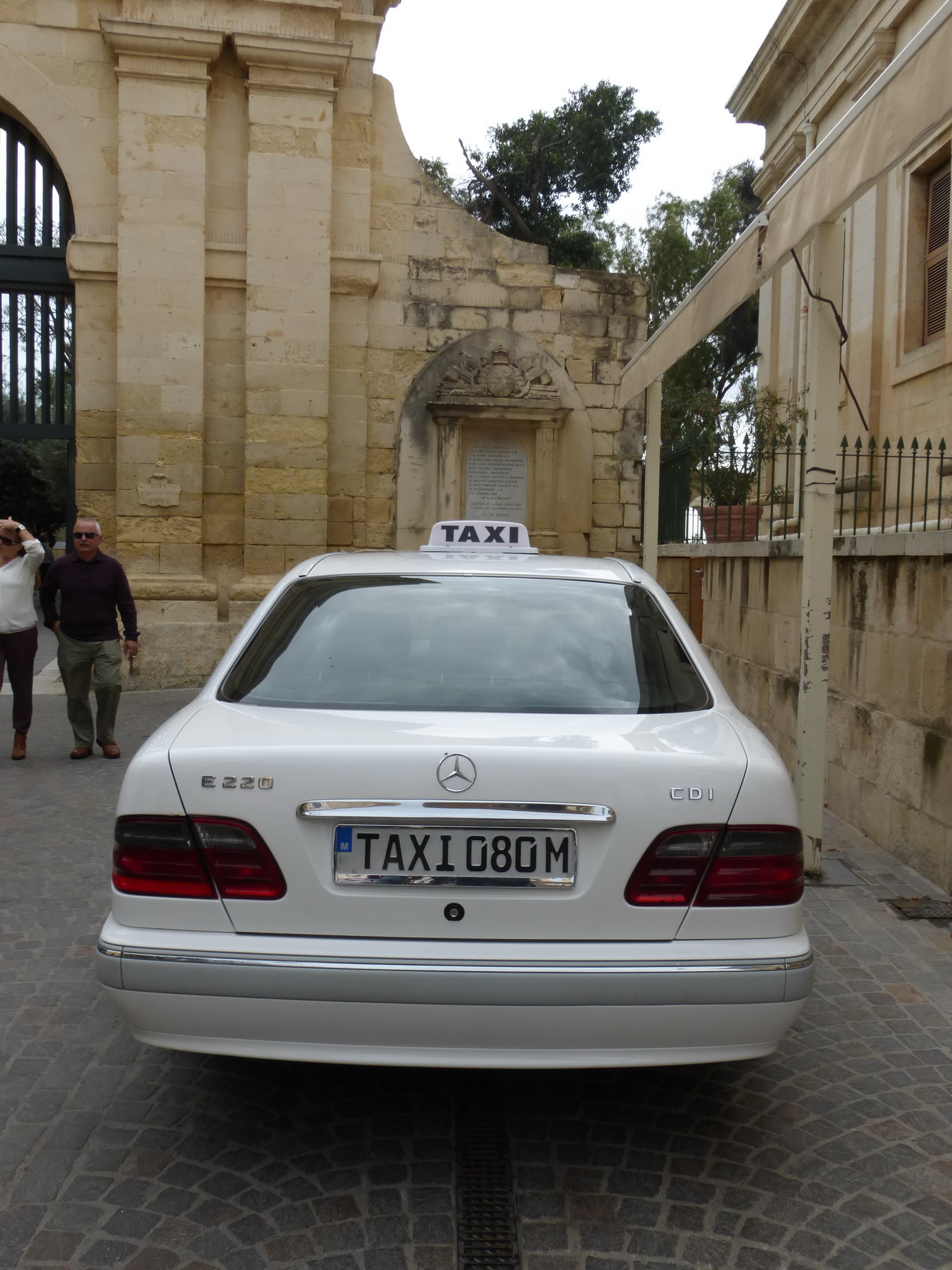
Taxi in Malta mit Kennzeichen „TAXI“
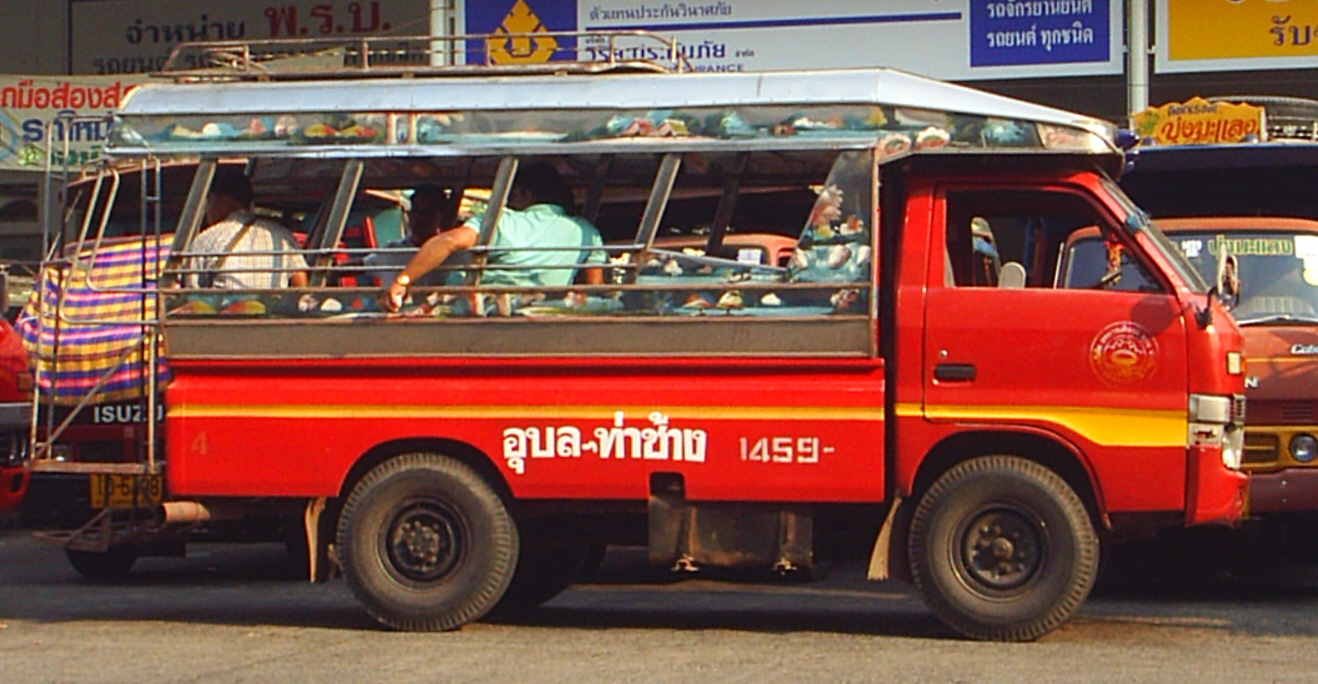
Großer Songthaeo im Regionalverkehr Ubon Ratchathanis, Thailand
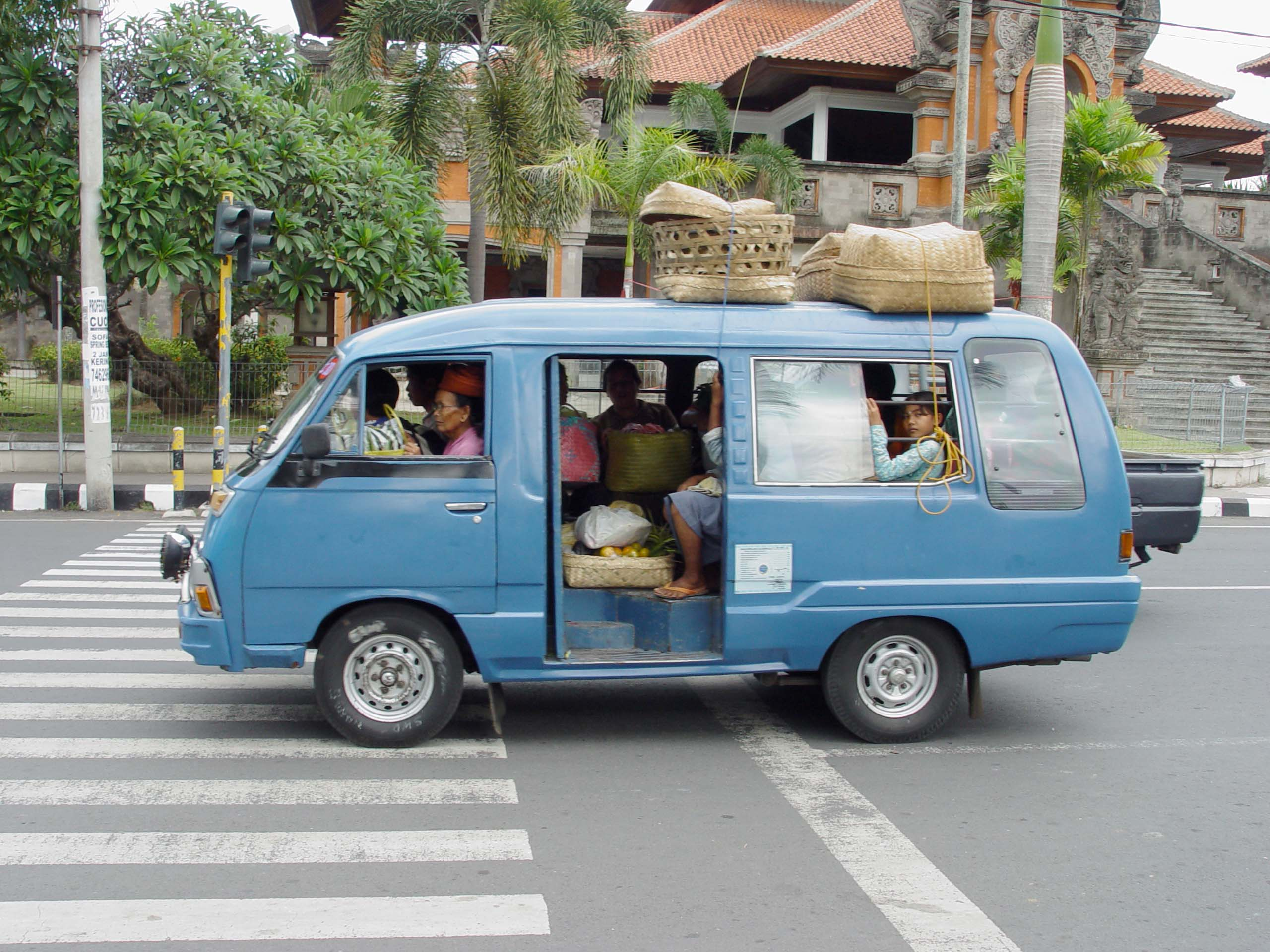
Bemo in Gianyar, Indonesien
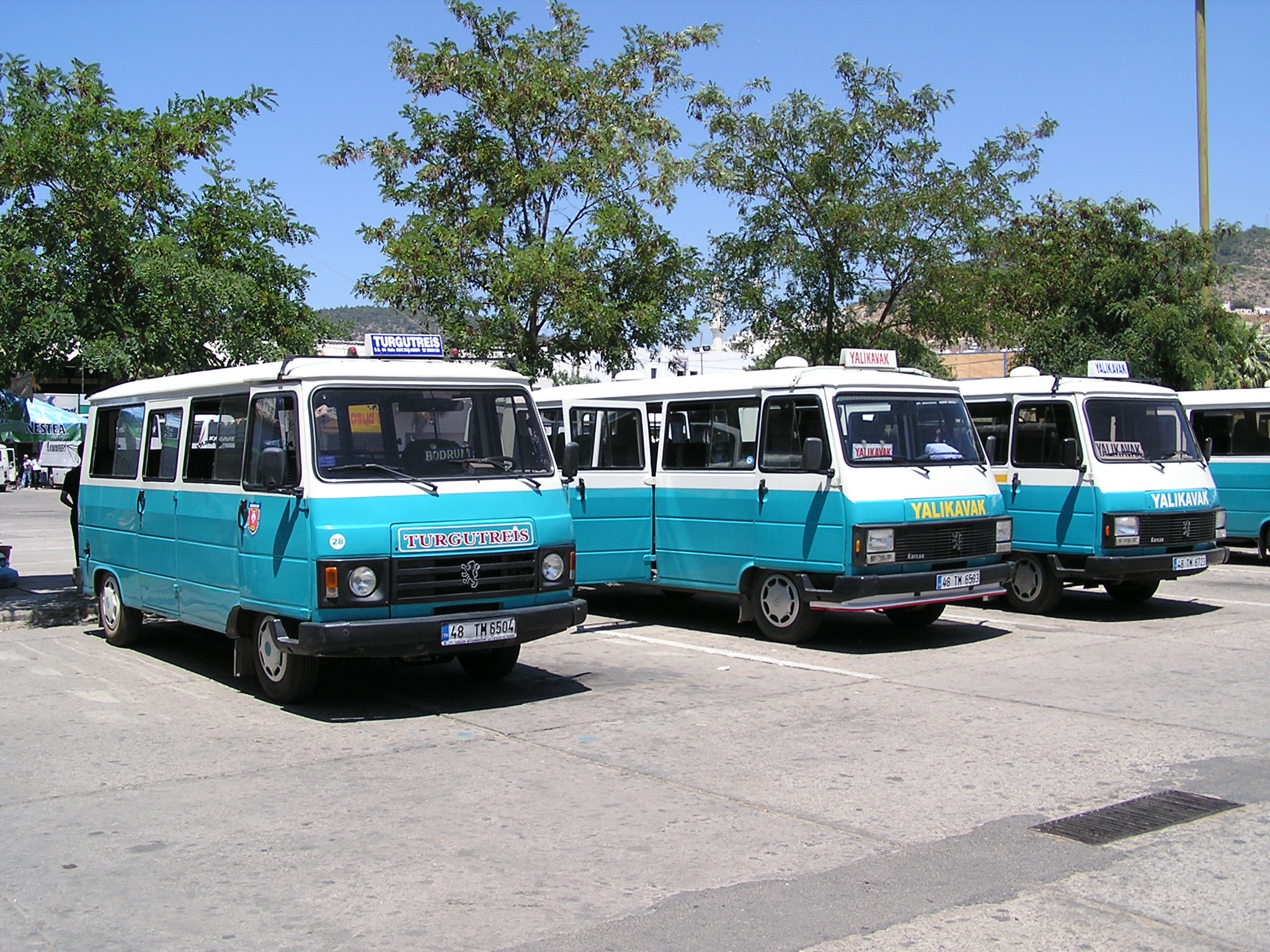
Dolmuşlar in Bodrum, Türkei
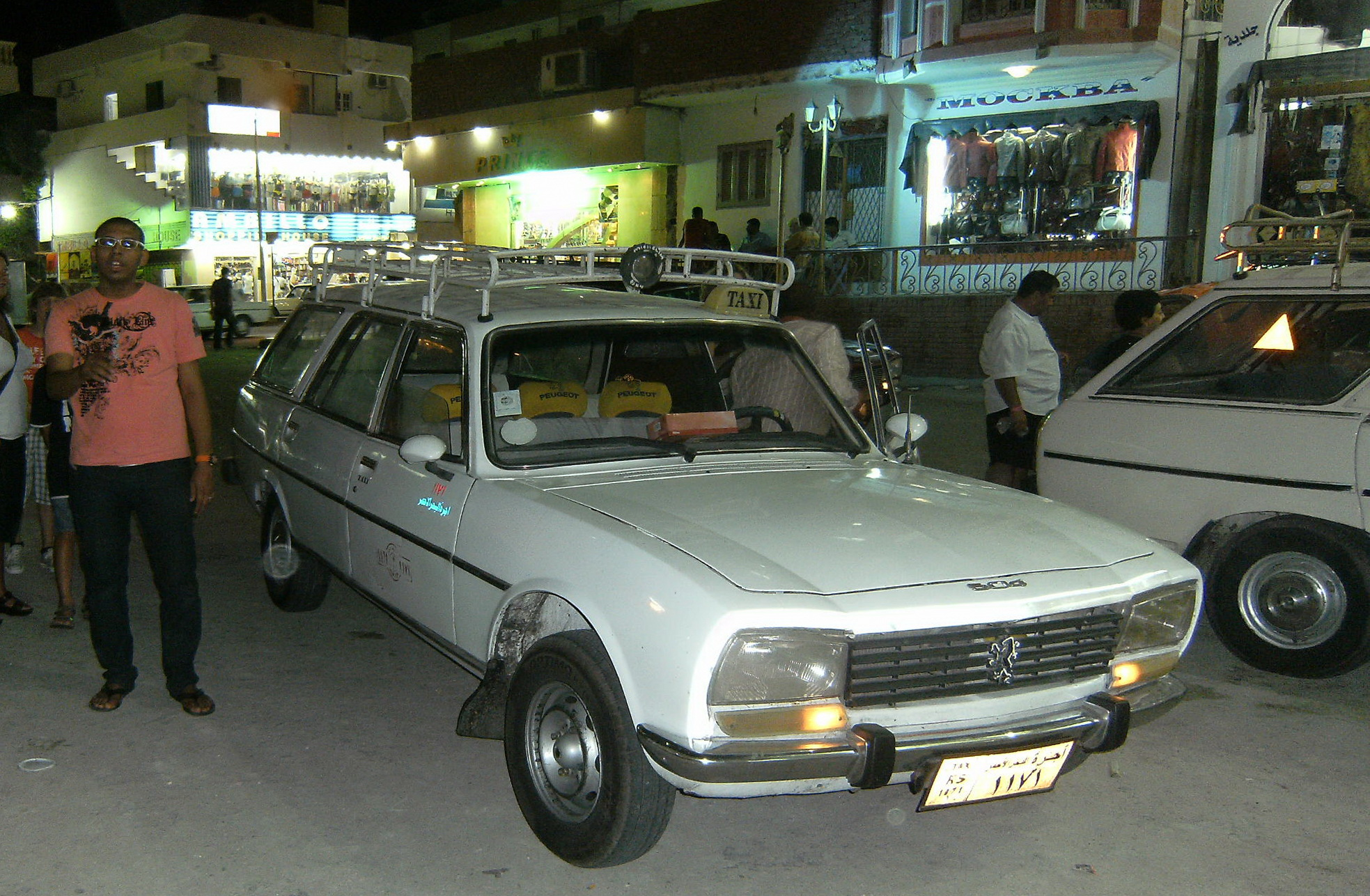
Taxi in Hurghada, Ägypten
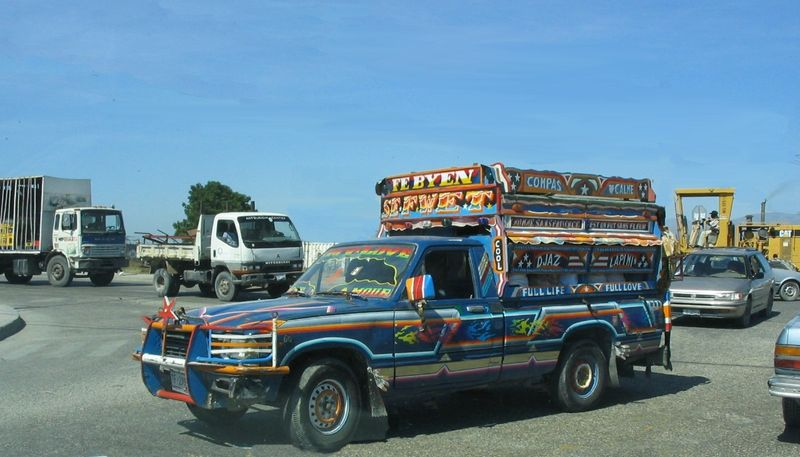
Ein Tap-Tap in Port-au-Prince, Haiti
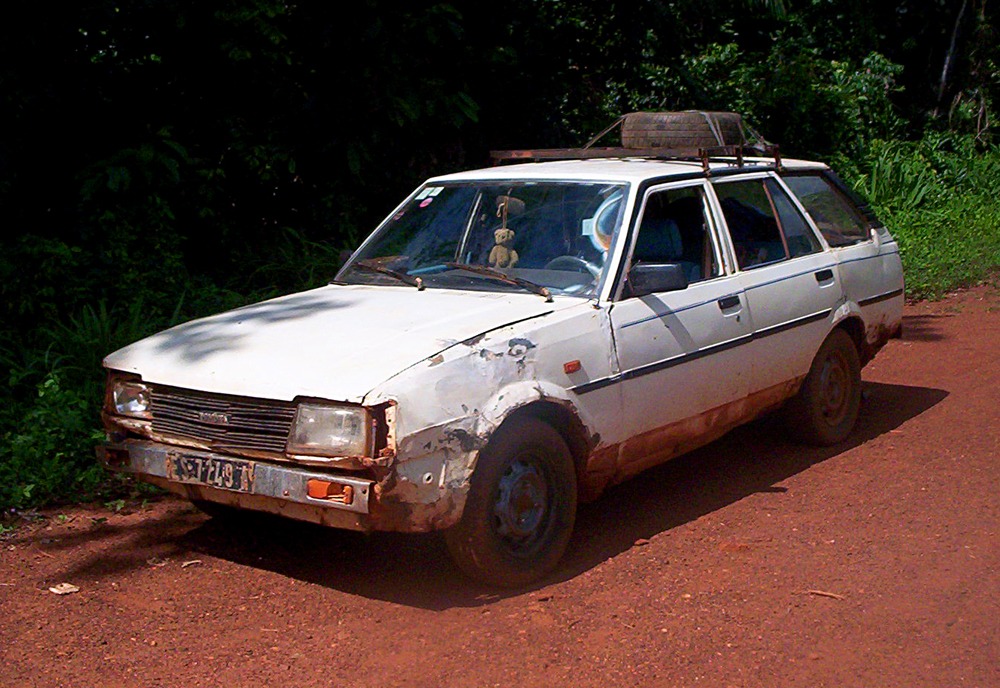
Buschtaxi bei Bafoussam, Kamerun
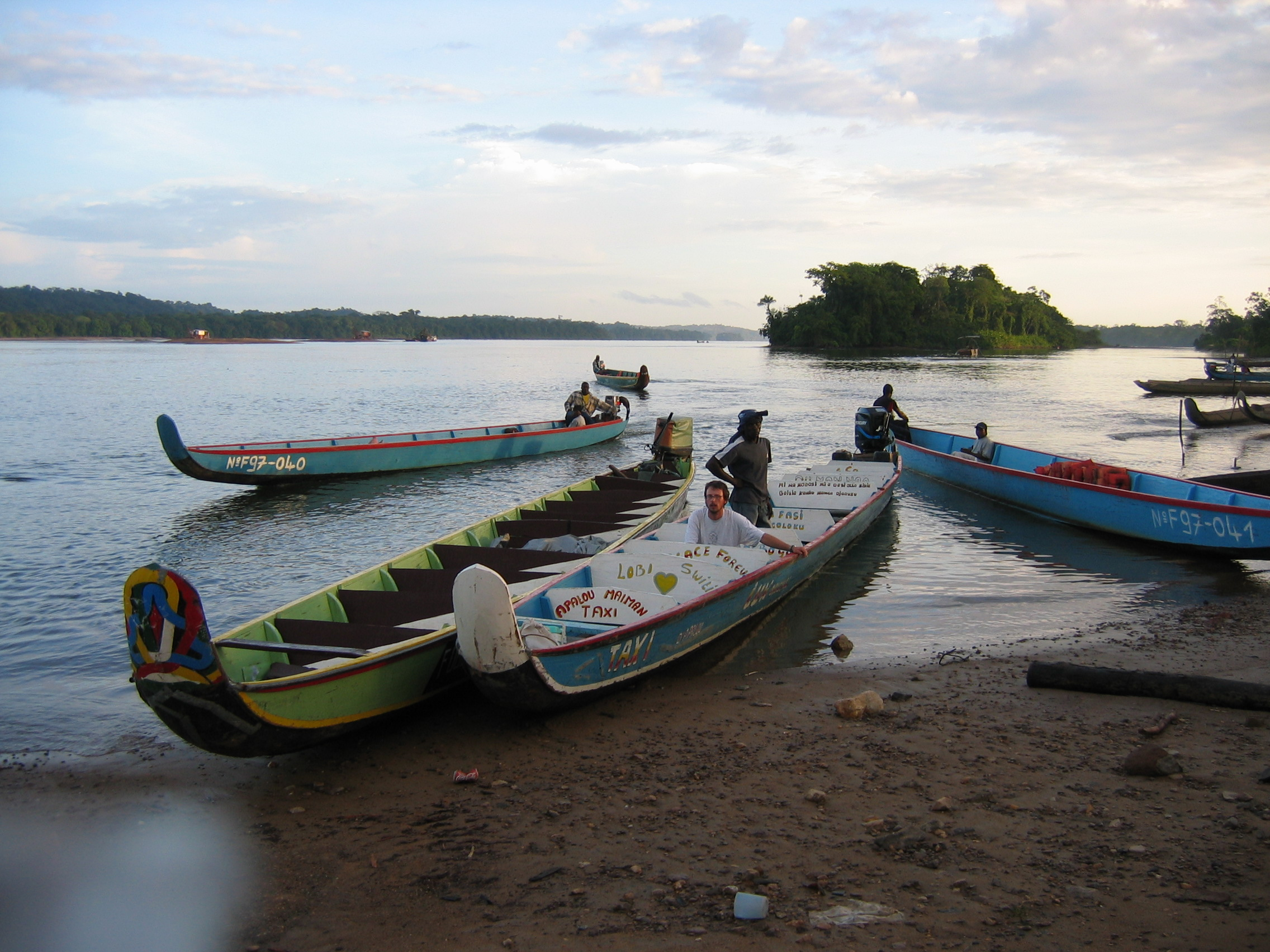
Pirogen als Wassertaxis auf dem Maroni, Französisch-Guayana
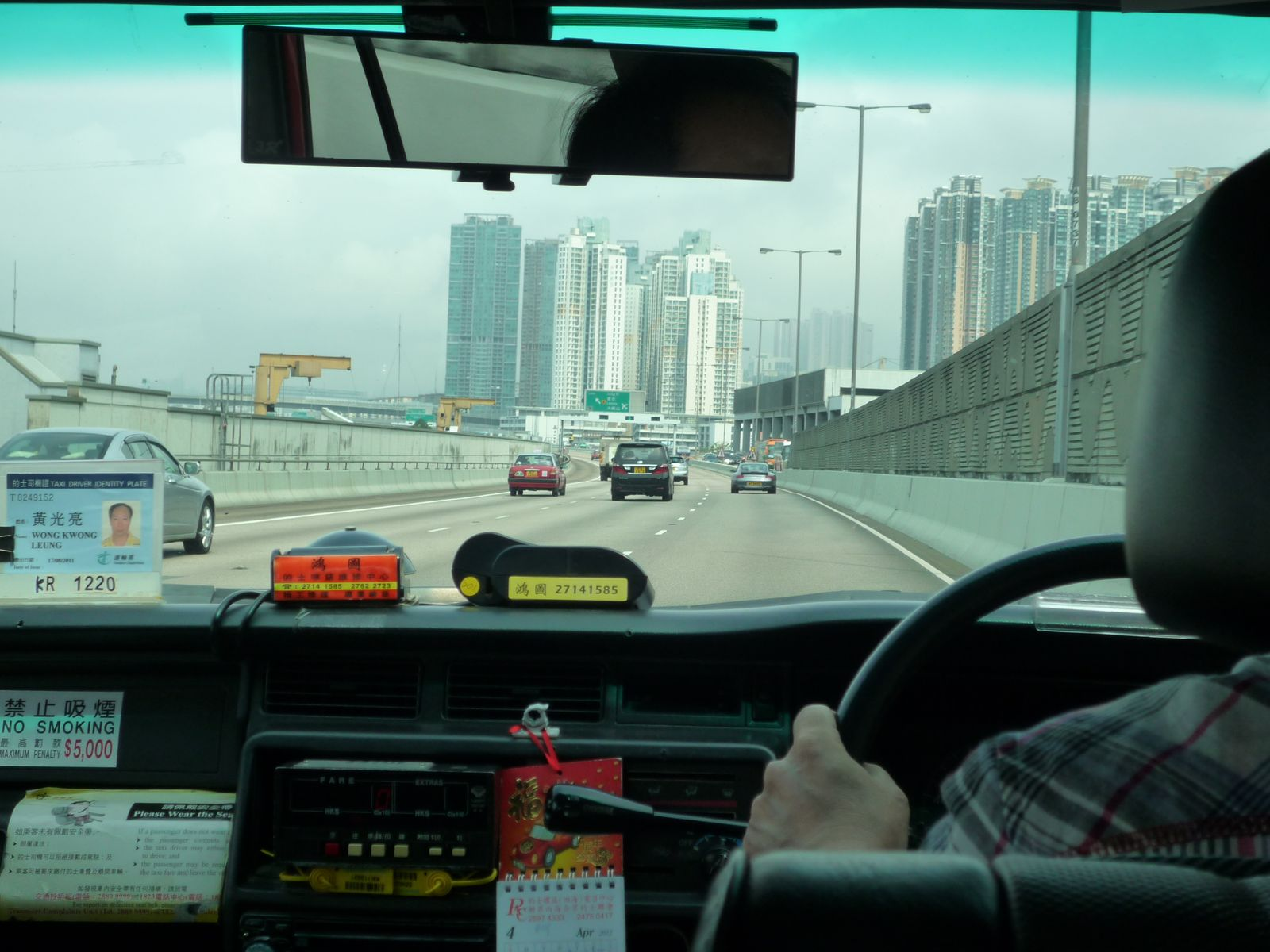
Taxi in Hongkong
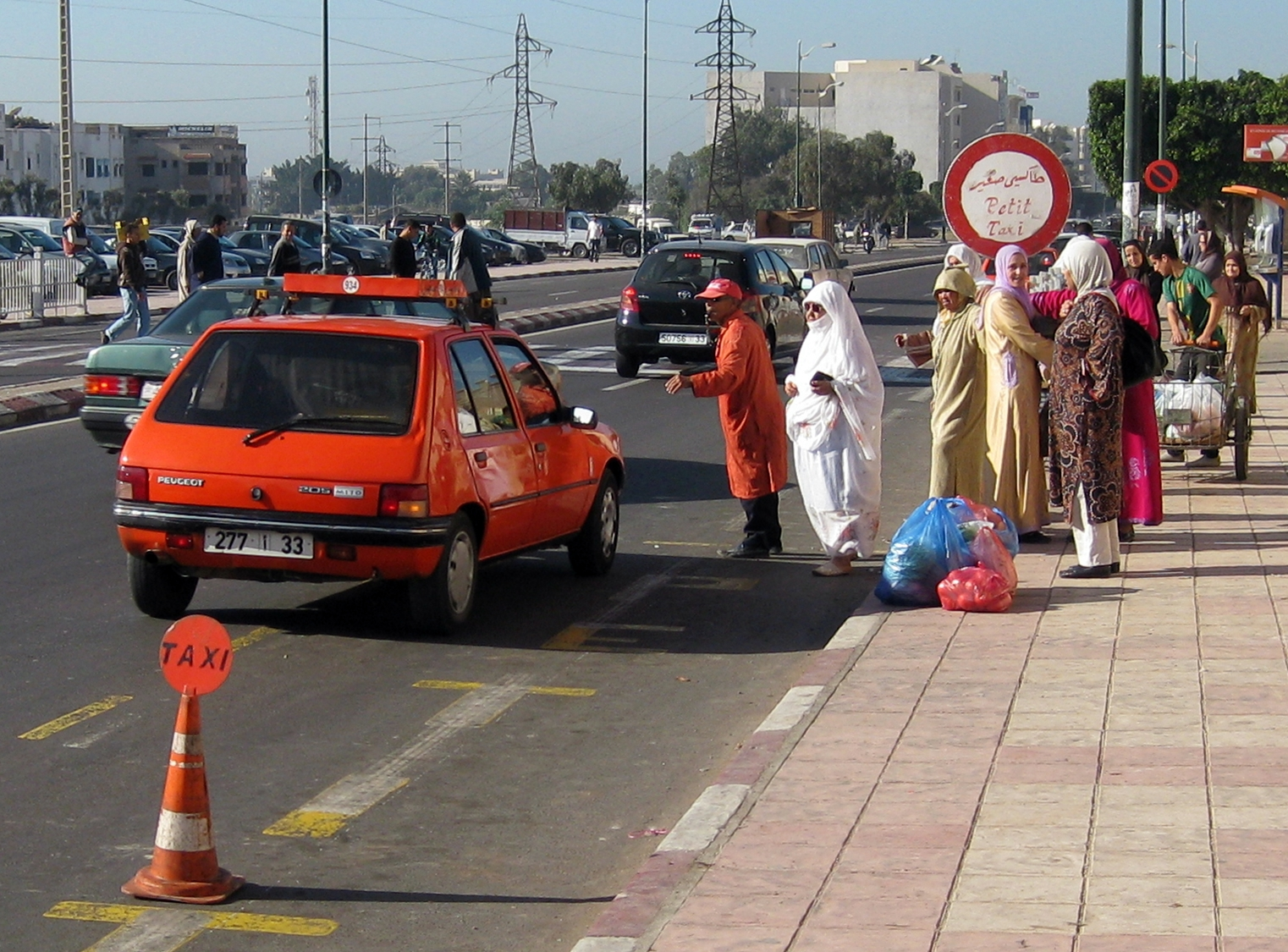
Petit Taxi in Agadir, Marokko
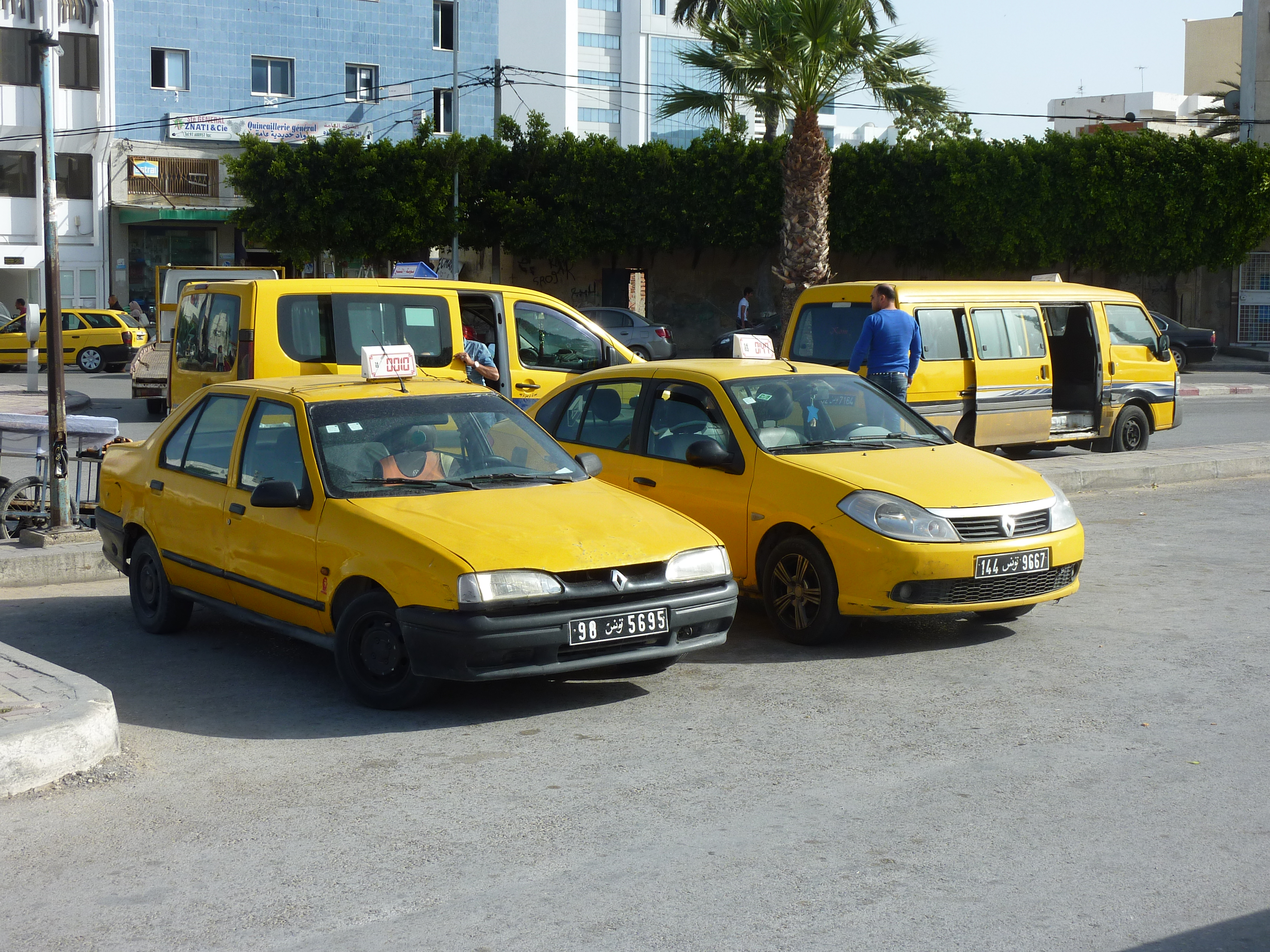
Taxis in Monastir (Tunesien)
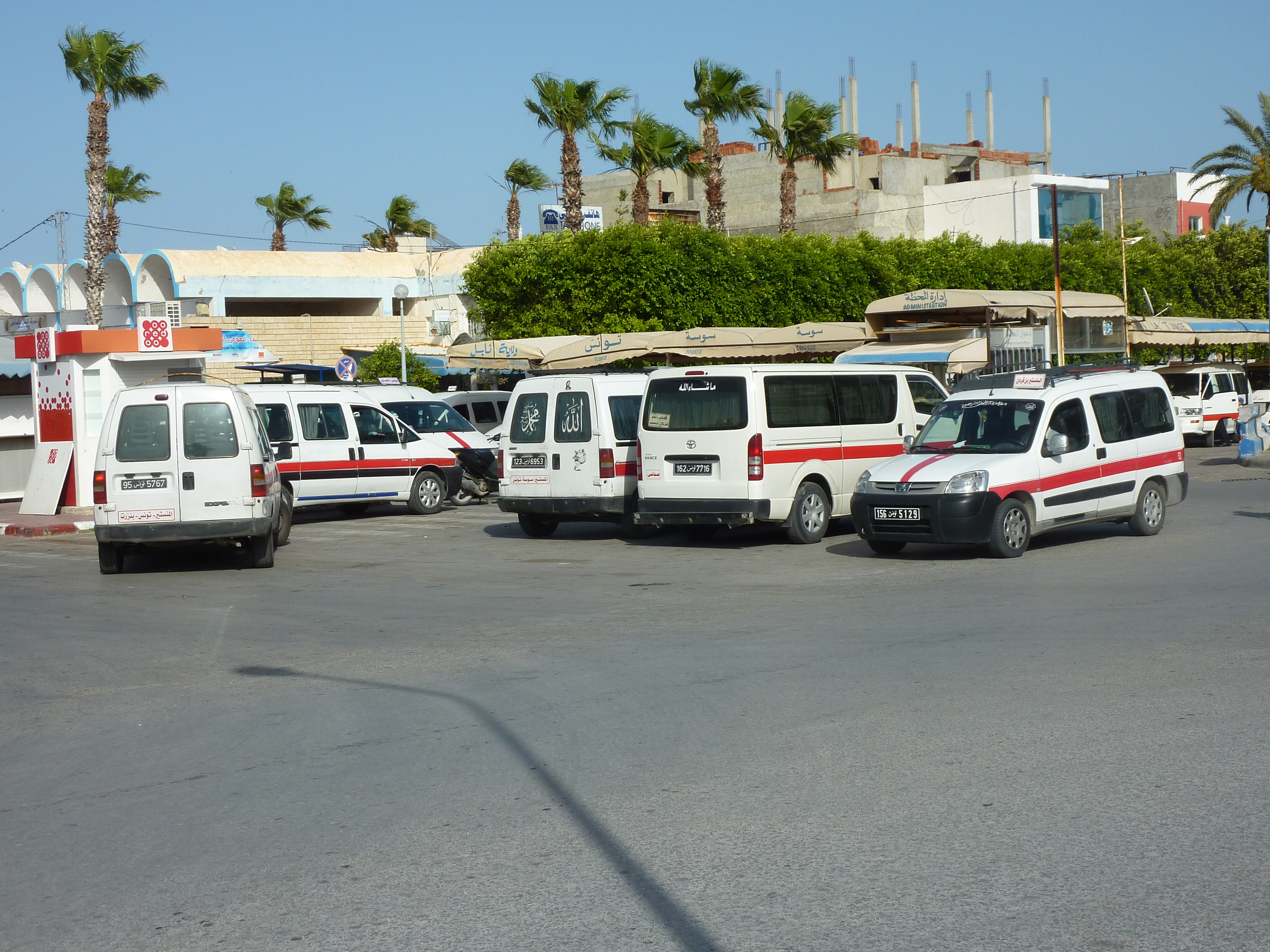
Louages (Überlandtaxis) in Monastir (Tunesien)
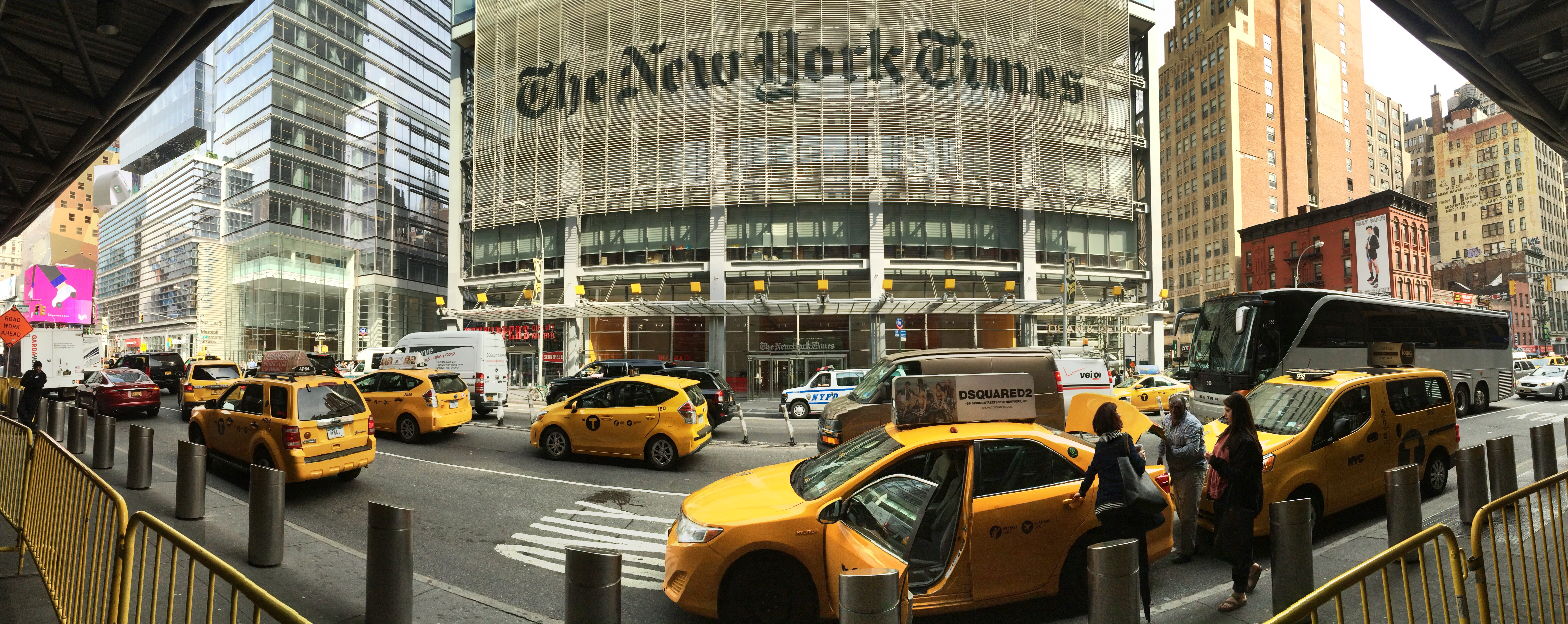
Yellow Cabs am Times Square mit New-York-Times-Gebäude
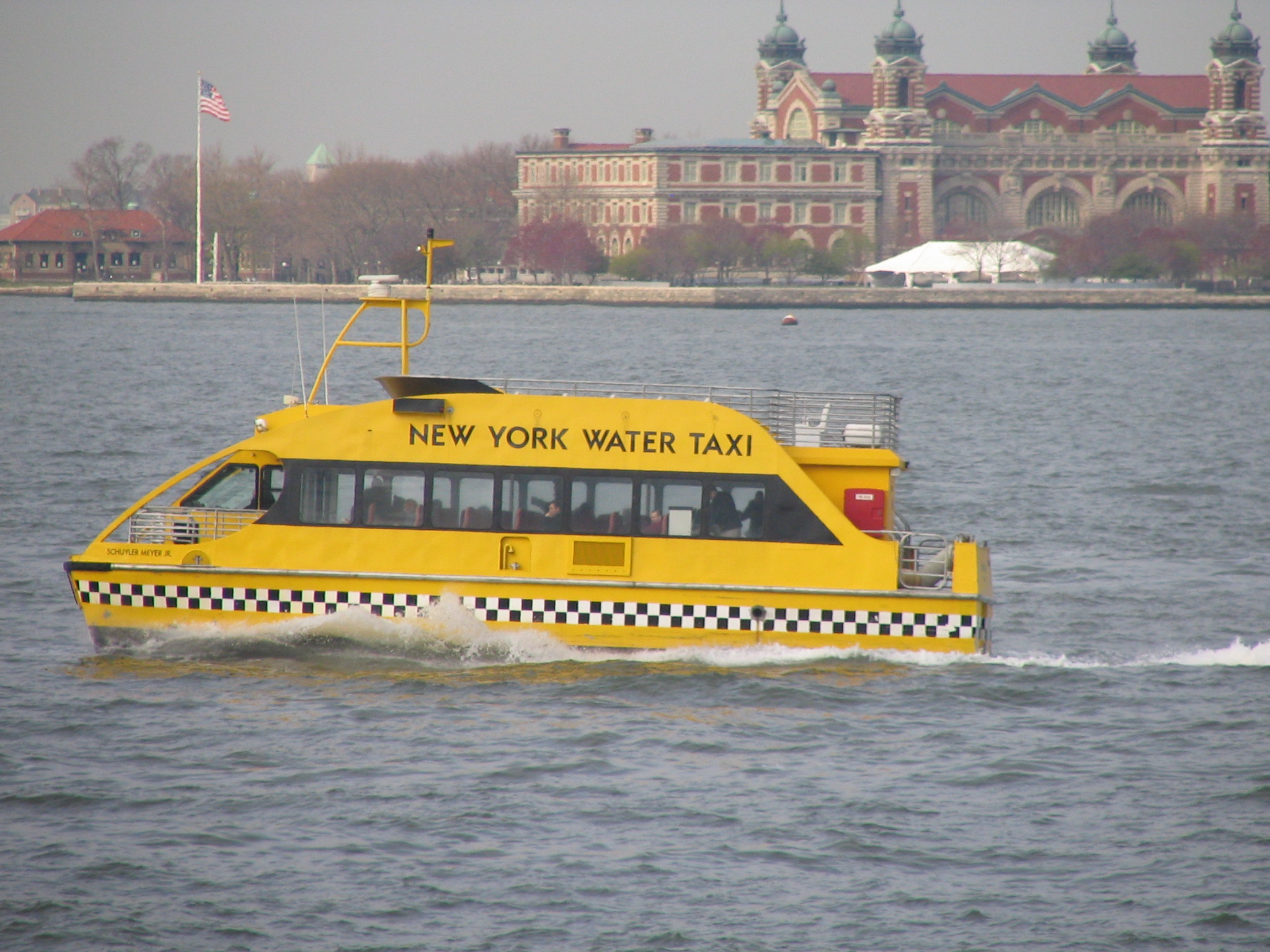
Ein New York Water Taxi
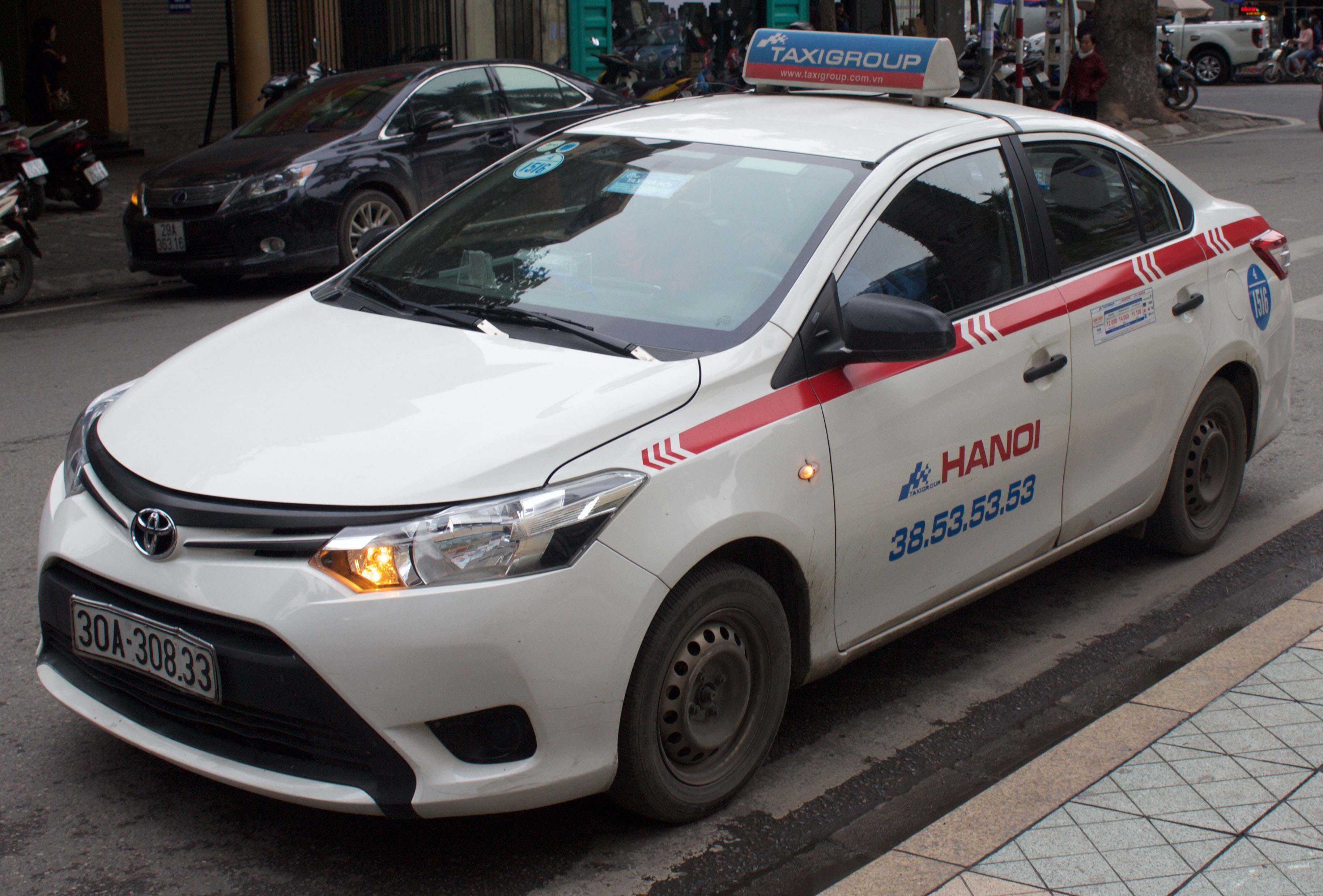
Taxi in Hanoi, Vietnam

## Mediale Rezeption

### Film
Es gibt einige Filme, die das Taxifahren schwerpunktmäßig behandeln. Schon 1932 spielte James Cagney einen Taxifahrer in Taxi!. Night on Earth ist ein Episodenfilm, der aus fünf verschiedenen Städten (Los Angeles, New York, Paris, Rom und Helsinki) zur selben Zeit berichtet und dabei die unterschiedlichsten Situationen aus dem Berufsalltag von Taxifahrern beschreibt. In Taxi (I–IV) gibt es rasante Verfolgungsjagden durch Marseille, und in Das fünfte Element steuert Bruce Willis sein Fluggefährt durch eine futuristische Megalopolis mit Straßen in alle Richtungen, auch senkrecht. Dieses Motiv findet sich wieder in der deutschen SF-Persiflage (T)Raumschiff Surprise – Periode 1.
Der Taxi Driver von Martin Scorsese geht den gewalttätigen Weg des Einzelgängers, der einen missionarischen Kreuzzug gegen Schmutz und Dekadenz in der Großstadt führt. In Die Taxifahrerin spielt Christine Boisson eine Pariser Taxifahrerin, die durch außergewöhnliches Verhalten auffällt: Sie raubt einen Fahrgast aus und befördert andere zum Fleischpreis. In Taxi Teheran sprechen die Passagiere des Regisseurs Jafar Panahi Probleme der iranischen Gegenwart an.
Senta Berger spielt in der ZDF-Fernsehserie Die schnelle Gerdi eine Taxifahrerin. Der Berliner Kabarettist Wolfgang Gruner gab in über 100 Auftritten in der ZDF-Fernsehshow Der große Preis mit Wim Thoelke in jeweils einer eigenen Nummer den Berliner Taxifahrer Fritze Flink mit losem Mundwerk. In der Filmkomödie Der Schnüffler von 1983 spielte Dieter Hallervorden einen Taxifahrer, der zwischen die Fronten der Spionage gerät. In dem Thriller Collateral von 2004 verkörpert Jamie Foxx einen Taxifahrer, der von einem Auftragsmörder (Tom Cruise) gezwungen wird, ihn nacheinander zu seinen verschiedenen Opfern zu fahren. Im Film Taxi von 2015 ist die Protagonistin eine junge Taxifahrerin im Hamburg der 1980er-Jahre.

## Bekannte (ehemalige) Taxifahrer
- Mo Asumang, deutsche Fernsehmoderatorin und Autorin[34]
- Elli Blarr, erste deutsche Taxifahrerin[35]
- Joe Coleman, US-amerikanischer Maler[36]
- Joschka Fischer, ehemaliger deutscher Außenminister
- Harald Grohs, deutscher Automobil-Rennfahrer
- Gustav Hartmann (1859–1938), der „Eiserne Gustav“
- Odfried Hepp, ehemaliger deutscher Rechtsterrorist[37]
- Thomas Jahn, Regisseur
- Georg Melzer, persönlicher Chauffeur von Margot Honecker[38]
- Hans Plüschke, Todesschütze an der innerdeutschen Grenze und Mordopfer
- Wolf-Dieter Poschmann, ZDF-Sportmoderator[39]
- Frank Schmolke, deutscher Illustrator und Comiczeichner[40]
- Mark Sandman, Frontmann der Band Morphine[41]
- Tuvia Tenenbom, israelisch-amerikanischer Autor und Theaterregisseur[42]
- Horst Wessel, Märtyrerfigur der NS-Propaganda[43]
- Christian Worch, deutscher Neonazi[44]
- Kemal Cem Yilmaz deutsch-türkischer Pianist und Komponist[45]
- Yok, Berliner Akkordeonist